# Історія Африки

Африканські держави до 1500 року

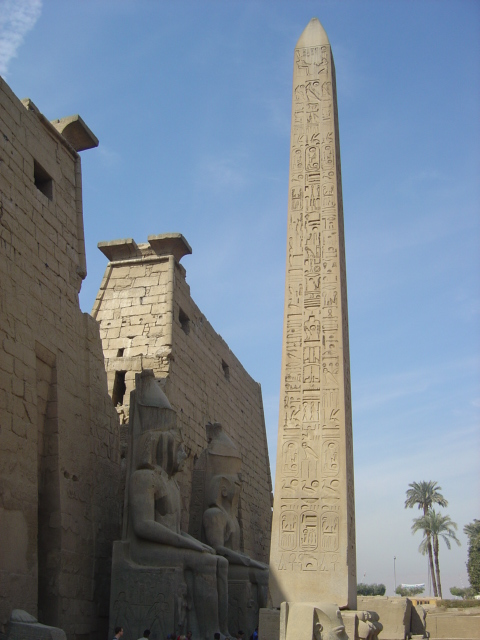
Обеліск у Луксорському храмі, Єгипет.

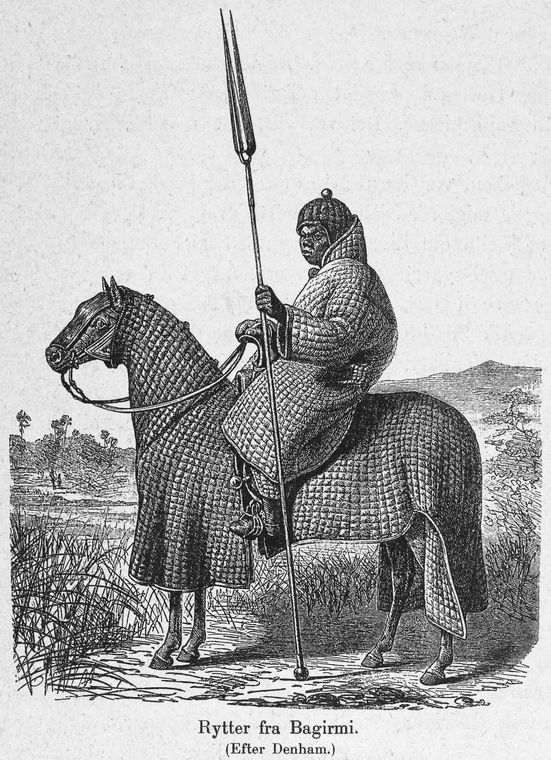
Африканський лицар Багірмі в повному обладунку.

Історія Африки починається в доісторичні часи з виникненням в Східній Африці виду Homo Sapiens. Перші свідчення про сільське господарство датуються 18 тисячоліттям тому, металургія виникла на континенті приблизно 6 тис. років тому. Перша цивілізації історичної епохи склалися в Єгипті, потім у Нубії, Магрибі та на Африканському Розі. Упродовж Середньовіччя в цьому регіоні поширився іслам. В Субсахарській Африці основним центром ісламської культури був Тімбукту. Серед значних цивілізаційних утворень доколоніальної епохи є культура Нок, імперія Гана, імперія Малі, імперія Сонгаї, Імперія Ашанті, держави Мапунгубве, Сіне, Салум, Баол, Зімбабве, Конго, стародавній Карфаген, Нумідія, Мавретанія, Аксум, Аджуран, Адальський султанат а також низка арабських торгових держав вздовж східноафриканського узбережжя Суахілі — Кілва, Мозамбік, Софала тощо.
Африка, особливо з 15 століття, була постачальником рабів для європейців та арабів. Наприкінці 19 і на початку 20 століть відбувалася колонізація Африки європейськими наддержавами. У другій половині 20 ст. пройшов процес деколонізації, зумовлений ослабленням Європи після Другої світової війни та національно-визвольною боротьбою.
Дослідження історії Африки, особливо Субсахарської Африки, є складною задачею за браком письмових джерел, а тому часто доводиться покладатися на усні перекази, історичну лінгвістику, археологію та генетику.

## Доісторичні часи

### Палеоліт
Перші гомініди виникли в Африці. Палеонтологія свідчить, що за будовою черепа ранні гомініди були близькими до горили й шимпанзе, але на відміну від цих приматів розвинули прямоходіння, що звільнило руки. Завдяки цьому розвитку вони могли жити як в лісах, так і в савані в ті часи (10-5 млн років тому), коли Африка висихала й савани поглинули великі лісові території. Приблизно 3 млн років тому виникло кілька видів австралопітеків: на півдні, сході та в центрі континенту. Вони вже вміли використовувати й виготовляти знаряддя, а також були всеїдними.
Приблизно 2,3 млн років тому виникла людина вміла, що використовувала найпростіші кам'яні знаряддя олдувайського типу.
1,8 млн років тому виник вид Homo ergaster, а 1,5 млн років тому — Homo erectus. Ранні представники цих видів усе ще мали невеликий мозок і використовували найпримітивніші знаряддя, але H. erectus згодом навчився обробляти камінь краще, за технологією, що отримала назву ашельської. Представники цього виду почали полювати й навчилися використовувати вогонь. Ареал їхнього поширення вийшов за межі Африки й поширився на значну частину Старого Світу.

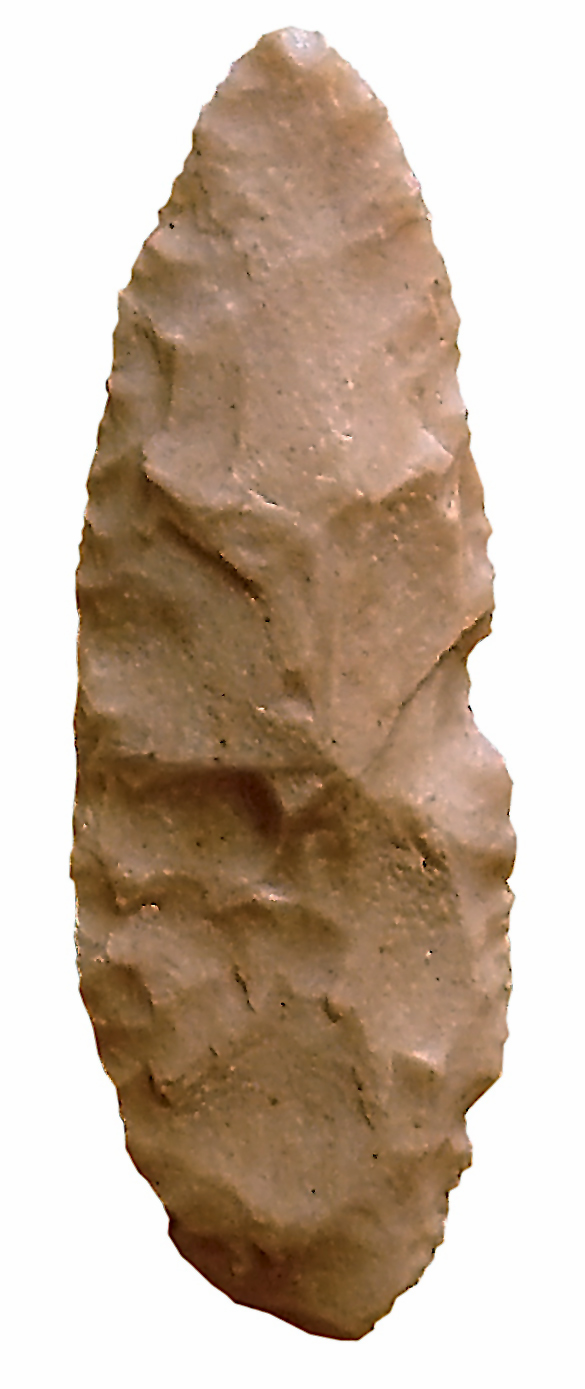
Африканський наконечник списа пізньої кам'яної доби.

Викопні рештки свідчать про те, що Homo sapiens жила у південній та східній Африці принаймні 100 тис., а можливо, 150 тис. років тому. Приблизно 40 тис. років тому цей вид вийшов за межі Африки й почав колонізацію всієї планети. До 12 тис. років тому людина розумна вже жила в усіх кутках Старого Світу, про що свідчасть лінгвістичні, культурні й генетичні матеріали.

### Виникнення сільського господарства
Приблизно 18 тис. років тому на пагорбах Ефіопського нагір'я неподалік від Червоного моря люди збирали й вживали в їжу горіхи, бульбоплоди й трави. Між 15 і 13 тисячами років тому були освоєні зернові. Культура злаків поширилася на заході Азії, де стали вирощувати пшеницю й овес. Почалася неолітична революція. Між 12 і 10 тисячами роками вміння культивувати пшеницю й овес і вирощувати овець та велику рогату худобу прийшло з Азії до Африки. На той час клімат був вологим, і Ефіопське нагір'я було багате лісами. Люди, що розмовляли омотськими мовами, навчилися вирощувати банани приблизно 8,5-7,5 тисяч років тому. Приблизно 9 тисяч років тому був приручений осел, і незабаром це вміння поширилося в південно-західній Азії. Кушити почали вирощувати теф і дагусу.
У степах і саванах Сахари, ніло-сахарські племена збирали й вирощували пшоно й сорго вже 10 тис. — 8 тис. років тому. Пізніше почали культивувати кавуни, гарбузи й бавовну. Одночасно була одомашнена худоба і виникло гончарство. Популярним було рибальство в численних струмках і озерах. На заході Африки вологий клімат призвів до розширення ареалу тропічних лісів до територій теперішніх Сенегалу й Камеруну. Між 11 та 7 тис. років тому нігеро-конголезькі племена навчилися вирощувати оливкові й рафієві пальми, а також деякі різновиди бобових. Оскільки більшість з цих видів росли в лісах, нігеро-конголезці винайшли кам'яні сокири для їхньої розчистки.
7 тисяч років тому вологий період завершився, й Сахара стала висихати. Люди, що жили на її теренах мігрували в усі боки, зокрема в долину Нілу. Аналогічно сухіший клімат установився в Східній Африці.

### Металургія
Приблизно 6 тисяч років тому в Африці навчилися плавити свинець, мідь і бронзу. Мідь плавили в додинастичному Єгипті й у Нубії, бронза з'явилася не пізніше ніж 5 тис. років тому. Основним постачальником міді й золота була Нубія.
Незалежно мідь почали використовувати на заході континенту на плоскогір'ї Аїр, що відповідає сучасному Нігеру. Спочатку процес був недостатньо досконалий, що свідчить про привнесення з-за меж регіону, але пізніше технологія покращилася.
До 1 тисячоліття до Христа у північно-західній Африці, Єгипті та Нубії почали плавити залізо. 670 року до Христа ассирійці витіснили з Єгипту нубійців за допомогою залізної зброї, що сприяло утвердженню виробництва заліза в долині Нілу.
В інших частинах Африки металургія розвивалася незалежно. У Західній Африці процес почався приблизно 3,5 тисячі років тому в Егаро, що на захід від масиву Терміт в Нігері, а залізо стали виплавляти тут приблизно 2,5 тисячі років тому. Є свідчення того, що в Центральній Африці виробництво заліза могло бути відомим ще 5 тис. років тому. Виплавка заліза була відома в області між озером Чад і Великими Африканськими озерами між 1000 і 600 роками до Христа, набагато раніше, ніж у Єгипті. До 500 року до Христа культура Нок на плато Джос уже знала залізо.

## Античність
У Північній Африці період античності пов'язаний із історією Стародавнього Близького Сходу. Особливо це стосується Стародавнього Єгипту й Нубії. На Африканському Розі, а також у західній частині Аравійського півострова, домінувала держава Аксум. Стародавні Єгиптяни встановили зв'язки з Пунтом 2350 року до Христа. Вважається, що цей край лежав на території сучасного Сомалі, Джибуті та Еритреї. Фінікійські міста, наприклад, Карфаген були частиною середземноморської античності, а от Субсахарська Африка розвивалася в ці часи цілком незалежно.

### Стародавній Єгипет

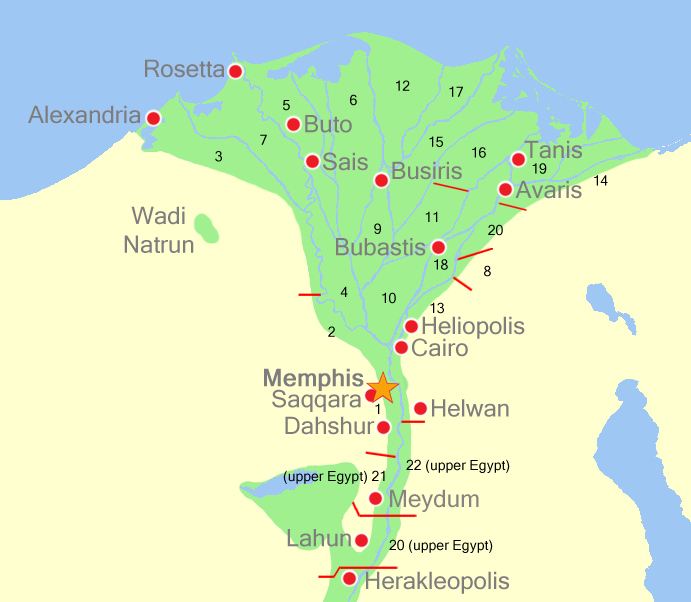
Мапа Стародавнього Єгипту та його номів

Після зневоднення Сахари людські поселення почали зосереджуватися в долині Нілу, і незабаром там виникли численні племінні об'єднання. Особливо швидко населення зростало в дельті Нілу в Нижньому Єгипті та області від другого до третього порогу. Зростанню населення сприяло вирощування рослин, запозичених на південному сході Азії, зокрема пшениці та вівса, а також розвиток тваринництва — розведення овець, кіз та корів. Унаслідок зростання населення почалася боротьба за землю й виникла потреба в регуляції сільського господарства, яку забезпечив апарат управління. Наймогутніший племінний союз виник в Та-Сеті приблизно 5,5 тисяч років тому.

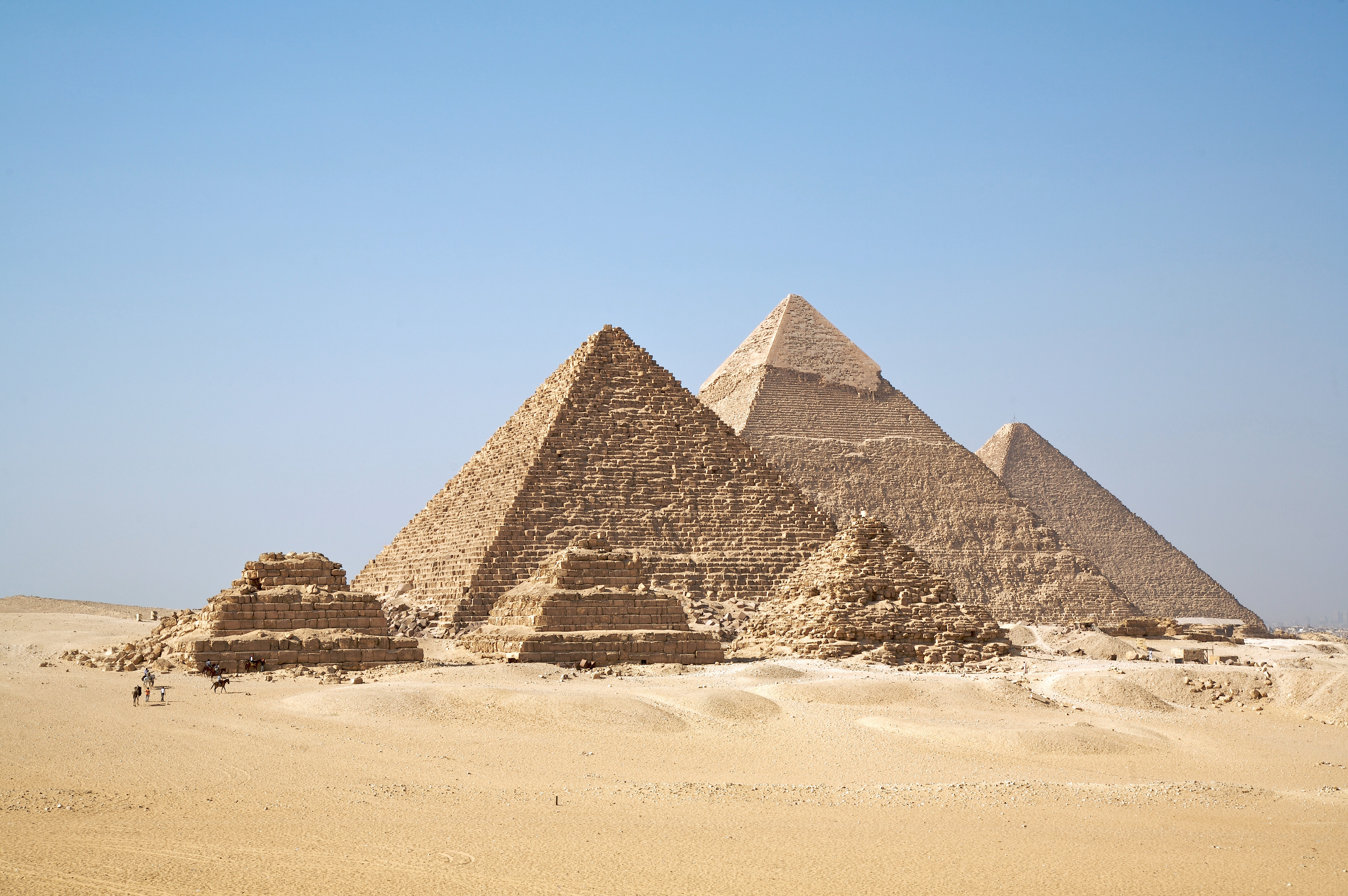
Піраміди Гізи, символ цивілізації Стародавнього Єгипту.

У Нижньому Єгипті племінні союзи консолідувалися в ширші політичні об'єднання, що зрештою призвело до утворення близько 3100 року до Христа єдиної держави на чолі з Нармером. Зародився культ правителя-бога у пантеоні численних богів. Правління фараона означало централізовану бюрократію з системою управлінців, збирачів податків, воєвод, митців та ремісників. Виник збір податків, почалася організована праця задля суспільних потреб: будівництво каналів та інших іригаційний споруд, пірамід, храмів. За часів Четвертої династії почалася торгівля з віддаленими землями: з Леванту привозили ліс, з Нубії золото й хутра, з Пунту ладан. Торгували також із західними областями Лівії. У період Стародавнього царства склалася основа єгипетської системи управління, що завжди здійснювалося через централізовану бюрократію й спиралося на віру в божественність фараона.
З III тисячоліття до Христа Єгипет дедалі більше розповсюджував свій військовий і політичний контроль на південних та західних сусідів. До 2200 року до Христа єдність Стародавнього царства похитнулася через суперництво між номами, правителі яких почали кидати виклик фараону. Вторгнення з Азії теж відіграли свою роль. В історії Єгипту почався Перший перехідний період, час розладу й непевності.
До 2130 року до Христа період стагнації завершився утвердженням влади Ментухотепа I, завновника 11-ї династії. Виникло Середнє царство, знову будувалися піраміди, велася далека торгівля, а центр влади змістився з Мемфіса до Фів. Зміцнилися зв'язки з південними державами Куш, Вават, Іртет. Другий проміжний період розпочався з вторгнення гіксосів на колісницях та з бронзовою зброєю, невідомими в Єгипті раніше. Технологія колісниць поширилася на захід у Сахару та в Північну Африку. Гіксоси не змогли втримати свої завоювання і стали частиною єгипетського суспільста. Як наслідок Єгипет увійшов у наймогутнішу фазу свого розвитку — Нове царство. У цей час Єгипет був наддержавою, контролював Нубію та Палестину й мав великий вплив на лівійські племена й на Середземне море. Нове царство завершилося вторгненням лівійських племен, що призвело до Третього перехідного періоду, після якого встановилася 22 династія, що правила впродовж двох століть.
Поступово набирала силу південна Нубія. Завоювання Єгипту нубійцями почалося з Кашти й завершилося Піанхі та Шабакою. Так народилася 25-а династія, що правила 100 років. Нубійці намагалися відтворити єгипетські традиції та звичаї, але їхньому правлінню поклало край вторгнення ассирійців, які прийшли з залізною зброєю. 26-та династія виникла в Саїсі. Вона тривала до 525 року до Христа, в якому на Єгипет напали перси. На відміну від ассирійців перси правили довго. 332 року до Христа Єгипет підкорив Александр Македонський. Після нього почався період правління Птолемеїв, що тривав до римського завоювання в 30 році до Христа.

### Нубія

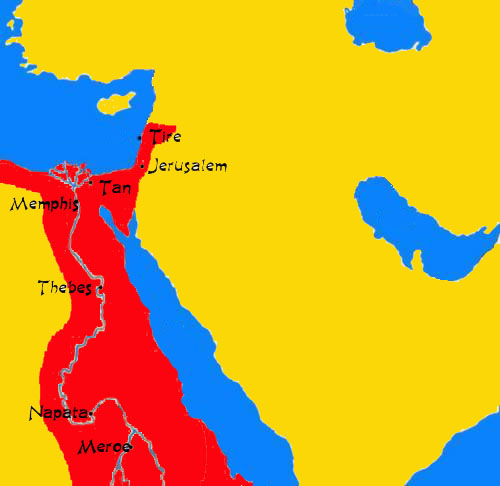
Кушитське царство в період найбільшої могутності

Приблизно 5,5 тисяч років тому у верхів'ях Нілу, на півночі Нубії виникла Та-Сеті, влада якої поширювалася на весь Верхній Єгипет. Та-Сеті вела тогрівлю з Єгиптом і навіть з далекими країнами Леванту, експортуючи золото, мідь, страусові пера, ебонітову деревину й слонову кістку. До 32 ст. до Христа Та-Сеті почала занепадати й її поглинув Єгипет.

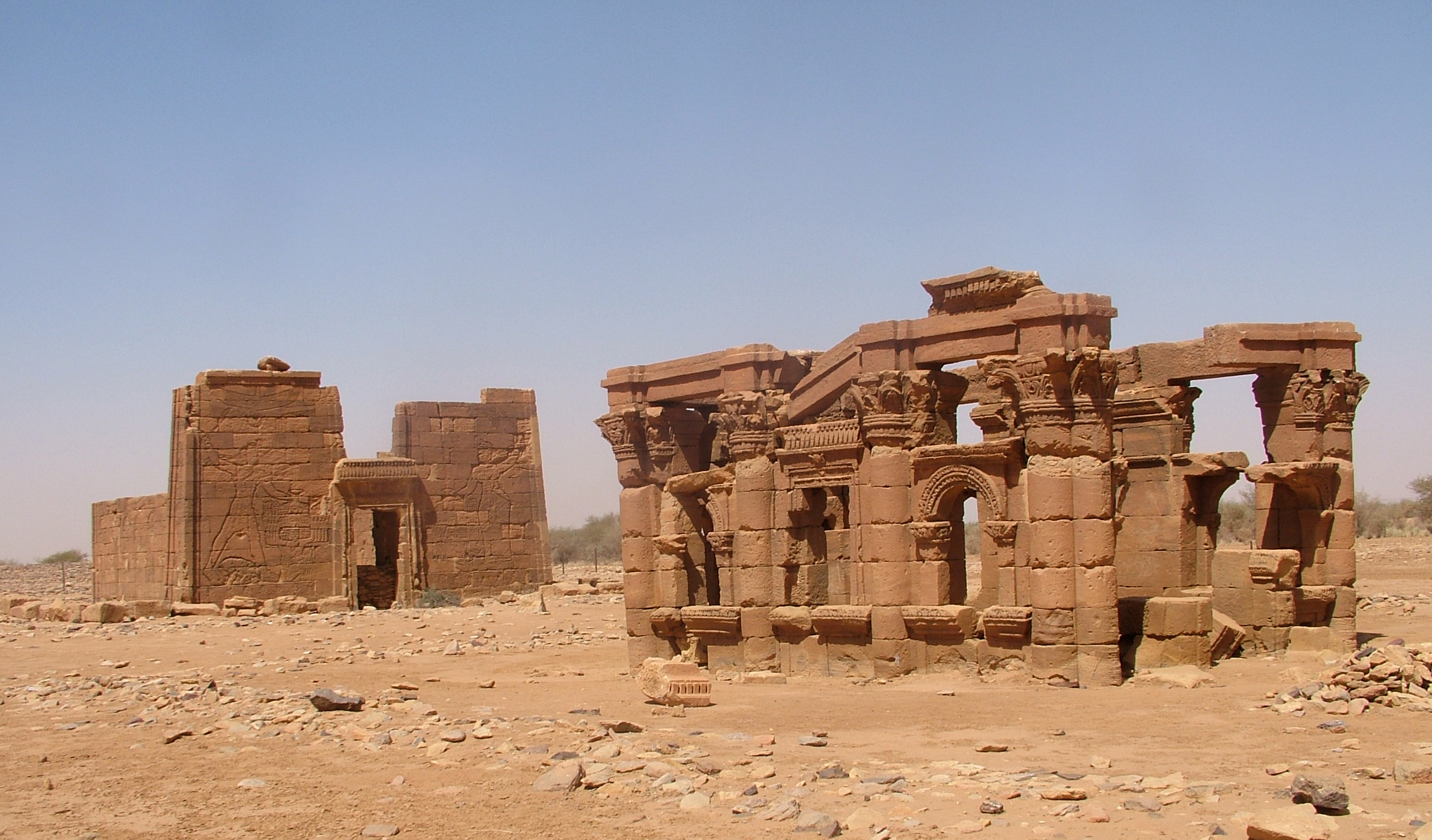
Нубійський храм Апедемак, Нака

На території Нубії й надалі залишалися невеличкі племенні союзи. Наприкінці третього тисячоліття до Христа почалася їхня консолідація й виникли дві держави: Саї, що межувала з Єгиптом та Кермою. У 18 ст. до Христа, Керма підкорила собі Саї й стала серйозним конкурентом Єгипту. Між 1575 та 1550 роками до Христа, в часи 17-ї династії, Керма вторглася в Єгипет спільно з гіксосами.
За часів XVIII династії Єгипет відновив свою могутність і підкорив собі Керму. Його правління затяглося майже на 500 років, що призвело до асиміляції кушитів з єгиптянами. Однак, зрештою кушити відновили незалежність і свою культуру. Зародилася нова релігія з Амоном як головним божеством та духовним центром у Напаті. 730 року до Христа кушити вторглися в Єгипет і захопили Фіви. Утворилася Кушитська імперія, землі якої простагалися від Палестини до злиття Блакитного та Білого Нілу.
Пануванню кушитів над Єгиптом поклало край вторгнення ассирійців. Згодом адміністративний центр кушитської держави перемістився з Напати до Мерое, і почала зростати нова нубійська культура. Спочатку культура мероїтів була дуже близькою до єгипетської, але поступово вона набирала нових рис. Нубія стала центром виробництва заліза й бавовняних тканин. Єгипетське письмо поступилося мероїтському. До єгипетського пантеону богів приєднався бог-лев Апедемак. Зросла торгівля з узбережжям Червоного моря, що дало змогу торгувати з Середземномор'ям, зокрема із Грецією. Унікальним став архітектурний стиль із численними зображеннями левів, страусів, жираф та слонів. Але зростання Аксуму обірвало торгівлю Нубії, крім того край постраждав від вирубування лісів, оскільки виробництва заліза вимагало деревини. 350 року до Христа аксумський правитель Езана поклав край процвітанню Мерое.

### Карфаген

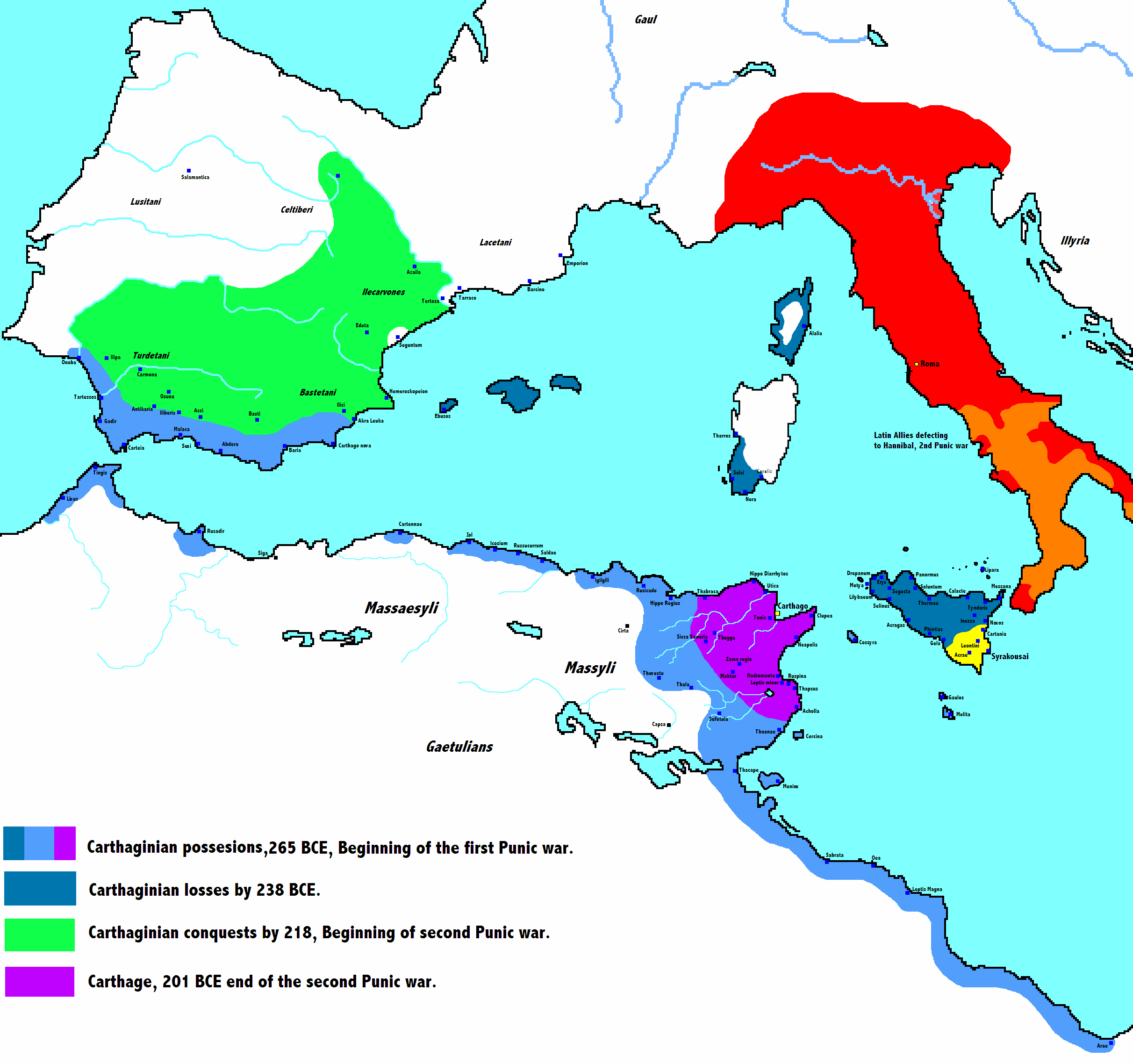
Володіння Карфагену

Єгиптяни називали людей на захід від Нілу, предків берберів, лівійцями. Як і народи маурі, що мешкали на території сучасного Марокко, і нумідійці сучасних Алжиру та Тунісу, це були переважно землероби, але траплялися й кочові племена, що перебували у безперестанному конфлікті з прибережними поселеннями.
Інший народ, фінікійці, спеціалізувався на морській торгівлі й повсюди шукав цінні метали: мідь, золото, олово й свинець. Поселення фінікійців були розсипані вздовж узбережжя Північної Африки й вели торгівлю з берберами. 814 року до Христа фінікійці з Тіра заснували місто Карфаген. До 600 року Карфаген став одним із основних торгових центрів Середземномор'я, чому сприяли зв'язки з тропічною Африкою. Завдяки заможності Карфагену виникли берберські держави Нумідія та Мавретанія. Берберські посередники проходили караванами через Сахару й перевозили товари від однієї оази до іншої попри небезпеку нападу грабіжників-гарамантів. Основними товарами були сіль і металеві вироби, що обмінювалися на золото, рабів, намисто й слонову кістку.

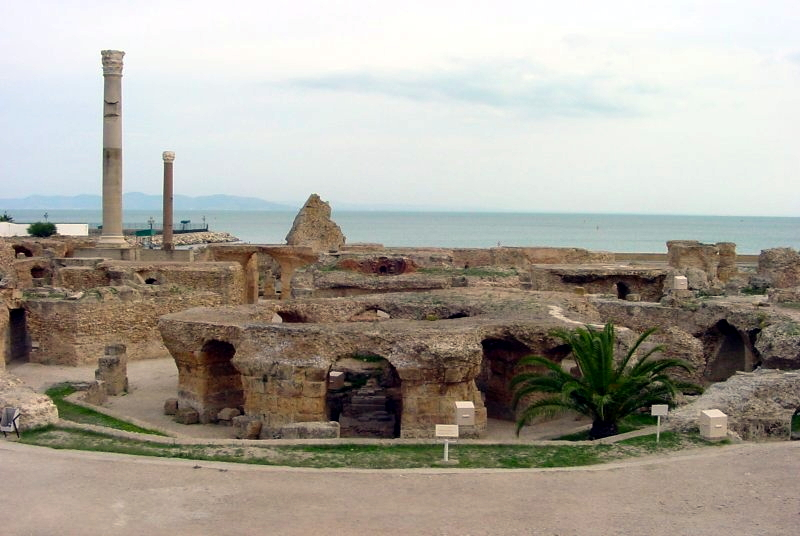
Руїни Карфагену

Карфаген боровся за панівне становище у Середземномор'ї зі стародавніми греками й римлянами. Особливо запеклими були війни з Римом: Перша Пунічна війна (264 —241 роки до Христа) за Сицилію, Друга Пунічна війна (218 —201 роки до Христа), коли Ганнібал вторгся до Європи, та Третя Пунічна війна (149 —146 роки до Христа). Перші дві війни Карфаген програв, а внаслідок третьої, у якій бербери Нумідії допомагали Риму, був знищений, ставши римською провінцією. Провінція Африка зробився одним із основних постачальників пшениці, маслин та олії Риму. Через два століття Рим підкорив собі й берберські Нумідію та Мавританію. 420 року в Північну Африку вторглося германське плем'я вандалів, заснувавши своє королівство з центром у Карфагені. Бербери згодом відстояли свою незалежність.
Християнство проникло в Африку в 1 столітті, спочатку в Александрію, а потім далі в усю північно-західну частину континенту. До Міланського едикту 313 року уся римська Північна Африка була християнською. Єгиптяни прийняли монофізитство й заснували незалежну Коптську Церкву. Бербери співчували донатизму і теж відмовлялися визнати авторитет католицької церкви.

#### Бербери
Карфаген мав великий вплив на тубільне населення. Бербери тоді вже перебували на тій стадії, коли сільське господарство, ремісництво, торгівля й політична організація дозволяли підтримку кількох державних утворень. Зі зростанням могутності Карфагену частина берберів опинилася в рабстві, інша частина стала служити карфагенянам, стягаючи данину з усе ще незалежних племен. До 4 століття до Христа бербери разом із галлами складали значну частину карфагенського війська. Після поразки Карфагену в Першій Пунічній війні берберські найманці здійняли бунт через невиплату зарплатні, що тривав з 241 до 238 року до Христа. Вони захопили значні території і карбували гроші, що отримали назву лівійських. Влада Карфагену зменшувалася й надалі після поразок у наступних Пунічних війнах, а 146 року до Христа римляни знищили місто. Відповідно, бербери в глибині континенту набирали сили. До 2 століття до Христа виникло кілька берберських держав, дві з них — у Нумідії. Ще далі лежала Мавританія. Найвищого розквіту берберська цивілізація досягла за правління Масинісси у 2 столітті до Христа. Після його смерті 148 року до Христа, берберські королівства кілька разів об'єднувалися й розпадалися. Династія Масинісси продовжувалася доти, доки 24 року всі землі берберів не підкорили римляни.

### Сомалі

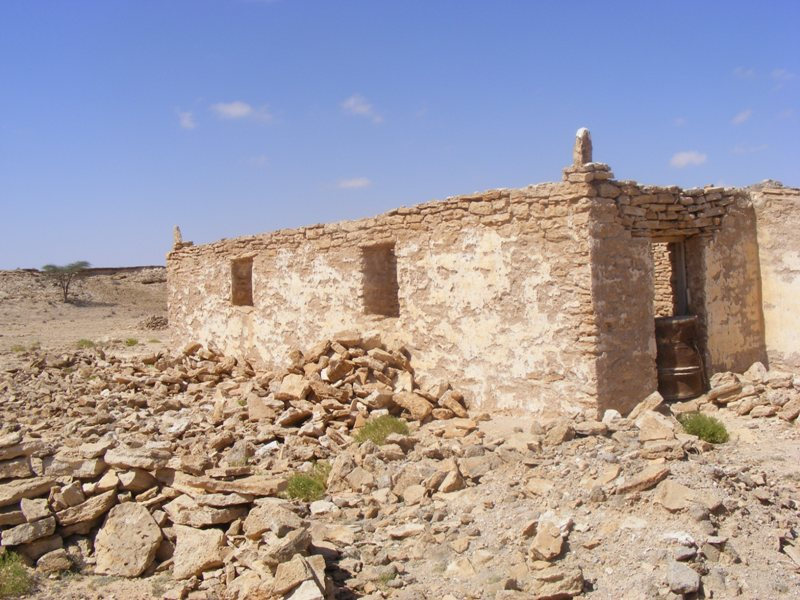
Руїни Ка'абле, стародавнього центру сомалійської культури.

В античні часи предки сучасних сомалійців були важливою ланкою в торгових зв'язках між заходом і рештою світу. Сомалійські моряки й купці поставляли ладан, миро, прянощі, що цінилися єгиптянами, фінікійцями, мікенянами й вавилонцями. Сомалійські міста Опоне, Мосиллон та Малао конкурували з сабеями, парфянами й аксумітами за право участі в прибутковій торгівлі між Індією та греко-римським світом.

### Римська Північна Африка

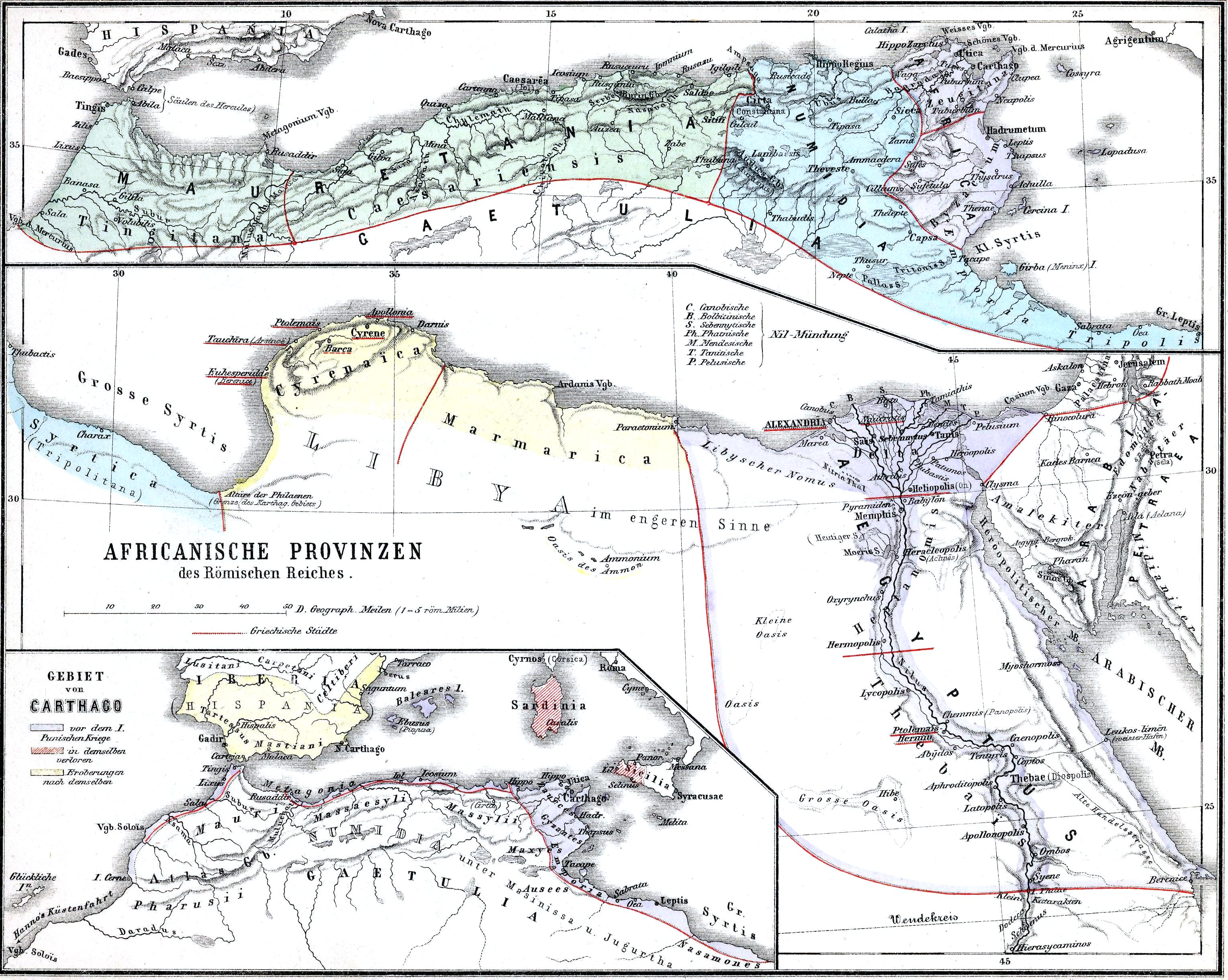
Північна Африка за часів Римської імперії.

Урбанізація областей рільництва при правлінні Риму призвела до переміщення берберського населення. Кочовики були змушені або осісти, або мігрувати в пустельні області. Осілі племена втратили незалежність. Проте бербери постійно чинили опір римському пануванню. Для захисту римських володінь імператор Траян встановив південний кордон в горах Орес і Неменша й спорудив низку фортів. Римляни освоїли землі поблизу Сітіфа в 2 столітті, але далі на захід римський вплив ще довго розповсюджувався лише на узбережжя.
Римляни утримували в Північній Африці порівняно невелику армію, що не перевищувала 28 тис. легіонерів. З 2 століття гарнізони в Нумідії та двох Мавританських провінціях охоронялися в основному місцевими жителями. За правління Клавдія, Нерви й Траяна в Північній Африці виросли поселення ветеранів-легіонерів.
Північну Африку називали житницею імперії, звідси в інші провінції, зокрема в Італію та в Грецію, експортували зерно, а також фрукти, фіги, виноград, боби. До 2 століття значне місце в торгівлі посідала олія.
Початок занепаду імперії не відчувався в Північній Африці особливо сильно. Проте й тут вибухали повстання. 238 року землевласники здійняли бунт проти фінансової політики імператора, хоча й безуспішно. З 253 по 288 рік було кілька повстань берберів у горах Мавританії. Однак, загальні для імперії економічні проблеми відчувалися й тут. Майже припинилося будівництво міст.
У Північній Африці мешкало чимало євреїв. Деяких із них депортували з Юдеї чи з Палестини після повстань проти римського правління, частина поселилася тут ще давно, разом із фінікійцями. Крім того кілька берберських племен навернулися до юдаїзму. Християнство прийшло в Північну Африку у 2 столітті й швидко набуло популярності в містах та серед рабів. До кінця 4 століття землі з осілим населенням стали повністю християнськими, як і деякі з берберських племен. 313 року в Північній Африці поширився донатизм, крайня течія, що не визнавала таїнств з рук тих священників, які відмовилися від релігії за часів переслідування імператором Діоклетіаном. Донатисти несхвально ставилися до втручання імператора Костянтина в справи церкви, хоча більшість християн радо сприйняли державне визнання. Розпочалася гостра боротьба між донатистами та прихильниками римської системи. Найвизначнішим критиком донатизму був святий Августин. Його аргументом було те, що негідна поведінка священників не скасовує таїнства, оскільки справжнє їхнє натхнення у Христі. Августин відстоював право християнської влади карати схизматів та єретиків. Протистояння вирішив Карфагенський собор 411 року, але окремі громади донатистів існували в Північній Африці ще до 6 століття.
Римська влада поступово занепадала й в окремих гірських областях стали утверджуватися незалежні королівства. Звідти бербери чинили напади на міста. 420 року в Північну Африку прибули вандали. Вони захопили Карфаген і 439 року встановили Африканське королівство, яке проіснувало до 533 року, контролюючи торгівлю в Середземному морі. Африканське королівство захопила за часів імператора Юстиніана Візантія, військо якої очолював полководець Велізарій. Місцеве населення усе ще чинило опір упродовж 12 років, але й надалі контроль Візантії над Північною Африкою залишався слабким через віддаленість від Константинополя, невеликий інтерес імперської влади й корупцію. Тому регіон не вчинив значного опору мусульманському завоюванню.

### Аксум

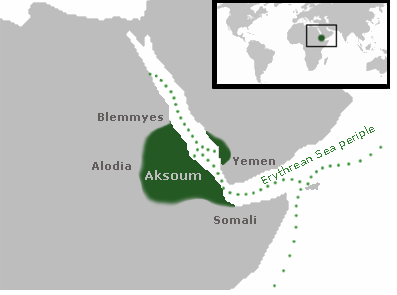
Аксумська держава

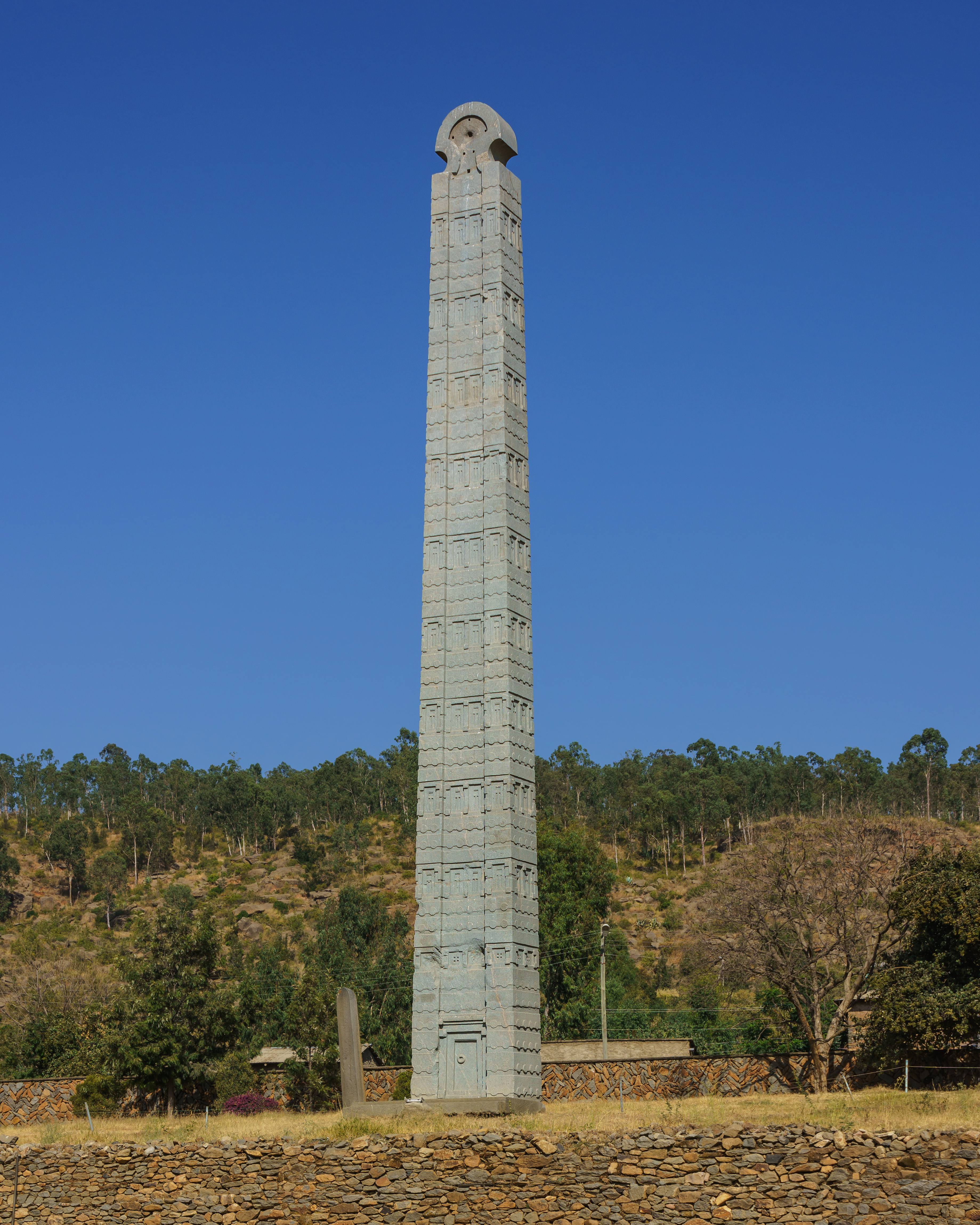
Аксумський обеліск, символ Аксумської цивілізації.

Першим державним утворенням на території сучасних Еритреї та північної Ефіопії був Дмт, що існував у 8-7-му століттях до Христа. Він торгував через Червоне море з Єгиптом та Середземномор'ям, постачаючи туди ладан. Між 5-им та 3-ім століттями до Христа Дмт занепав, і його змінили кілька інших державних утворень. Пізніше пожвавішала торгівля з південною Аравією через порт Саба. Важливим центром комерції став Адуліс.
Взаємозв'язки аравійських сабеїв та жителів північної Ефіопії призвели до утворення геєзької культури, мови й письма. Як наслідок виник Аксум, відомий своює торгівлею з Єгиптом, Римом, Причорномор'ям і навіть Персією, Індією та Китаєм. До 5 століття до Христа Аксум процвітав, експортуючи слонову кістку, шкури гіпопотамів, золото, прянощі, слонів, скло, латунь та мідь і імпортуючи срібло, олію й вино. Територія Аксуму включала частково східну частину сучасного Судану, північ Ефіопії, Еритрею. Аксумці будували палаци й мегалітичні поховання. До 300 року Аксум карбував власні срібні й золоті монети.
331 року аксумський правитель Езана навернувся до християнства монофізитського напрямку. До 350 року в Ефіопії утвердилася сирійська чернеча традиція, яка лягла в основу коптської церкви.
У 6 столітті Аксум зміг розширити свої володіння за рахунок Саби й Аравійського півострова, але до кінця століття аксумців витіснили перси. Коли в західній частині Азії набрав силу іслам, зв'язки Аксуму з Середземномор'ям обірвалися, торгівля в Червоному морі також занепала, змістившись у Перську затоку. Ці фактори зумовили занепад держави. До 800 року столиця перемістилася гірські області, й могутність Аксуму впала.

### Західна Африка
У західному Сахелі осілі громади з'явилися, коли люди опанували вирощування проса й сорго. Археологічні дані свідчать, що в Західній Африці значні за розмірами поселення виникли приблизно 4 тисячі років тому. Водночас виникла транссахарська торгівля, яка уможливила обмін широким асортиментом товарів між північчю й півднем. Склалася система обміну, в якій брали участь племена різних теренів: землероби отримували сіль від кочовиків, кочовики отримували м'ясо та інші харчі від пастухів й рільників савани й рибу з річки Нігер, лісові мешканці постачали хутра й м'ясо.

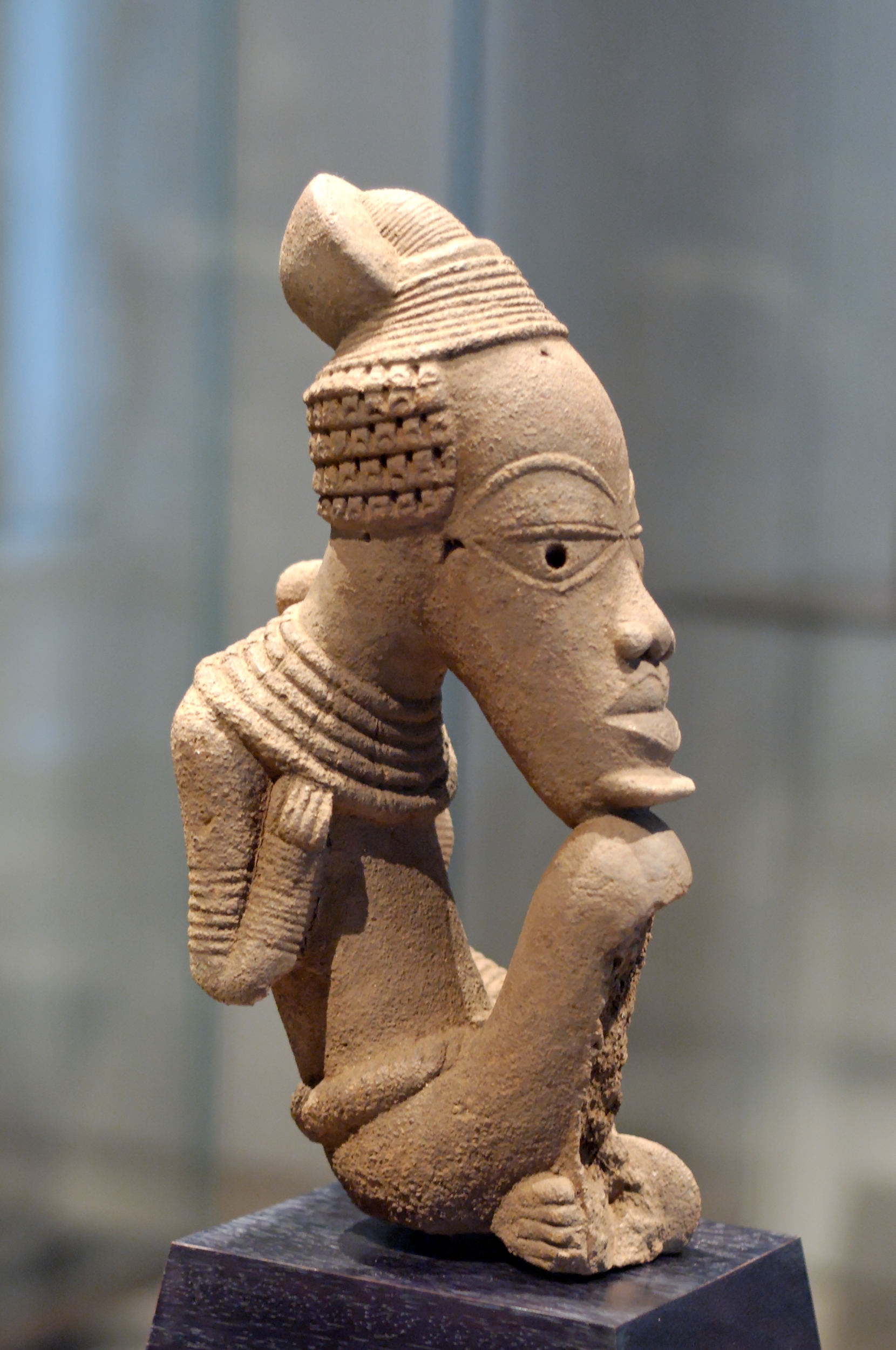
Статуетка культури Нок. Теракота. Лувр

Значними ранніми поселеннями були Тішит та Уалата, що лежать на території сучасної Мавританії. В колишній сахарській савані збереглися залишки близько 500 кам'яних поселень, мешканці яких ловили рибу й вирощували просо. Їх спорудив народ сонінке. За 300 років до Христа область зневодніла й поселення занепали, а їхні мешканці мабуть переселилися на південь. Аналіз архітектури й гончарних виробів свідчить, що народ Тішиту споріднений із народом майбутньої імперії Гана. Мешканці поселення Дженне виробляли залізо й уміли зводити будинки з обпеченої на сонці глини. Про їх чисельність свідчить велике кладовище. До 250 року до Христа Дженне був великим містом, у якому процвітала торгівля.
Далі на південь, у центральній Нігерії приблизно 3000 років тому виникла культура Нок, для суспільства якої була властива висока централізація. Культура відома завдяки мініатюрним скульптурам із теракоти, що зображали людські голови, слонів та інших тварин. До 5 століття до Христа тут уміли плавити залізо, але через три століття культура щезла. Вважається, що традиції цієї культури продовжилися в культурами йоруба й біні.

### Розселення банту

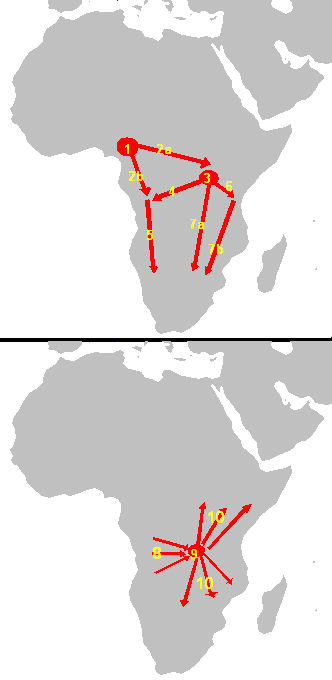
1 = 3000 — 1500 до Р. Х. походження
2 = ~1500 до Р. Х. перша міграція
2.a = Східні банту, 2.b = Західні банту
3 = 1000—500 до Р. Х. ядро уреве східних банту
4 — 7 = просування на південь
9 = 500 до Р. Х. — 0 ядро Конго
10 = 0 — 1000 остання фаза

Значною подією в історії Африки було розселення на континенті народів банту. Люди, що розмовляли мовами банту почали приблизно 5 тисяч років тому мігрувати від території сучасного Камеруну в область Великих Африканських озер. До 1 тисячоліття до Христа мовами банту розмовляли в широкому поясі Центральної Африки. У 2 столітті до Христа народи банту розселилися на південь в долину Замбезі, а далі рушили на захід на територію сучасної Анголи й на схід — у сучасні Малаві, Замбію та Зімбабве. Ще один похід на схід стався приблизно 2 тисячі років тому, коли народи банту досягли узбережжя Індійського океану — в Кенію і Танзанію. Східний потік об'єднався з південним, надалі заселивши Мозамбік і добравшись аж до Дурбана. У другій половині першого тисячоліття народи банту вже заселяли береги річки Велика Кей у Південній Африці. Основна землеробська культура банту сорго, не змогла прижитися в Намібії й в околицях мису Доброї Надії. Решту земель півдня Африки заселяли койсанські народи.

## 500—1800

### Північна Африка

#### Магриб

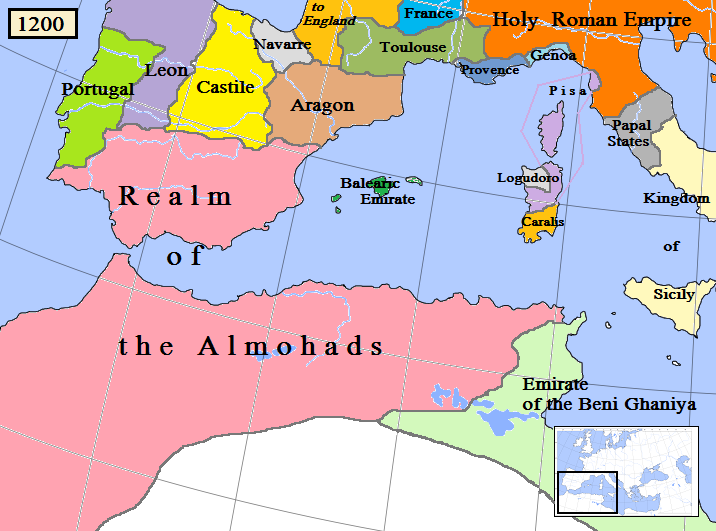
Держава Альмохадів на 1200 рік.

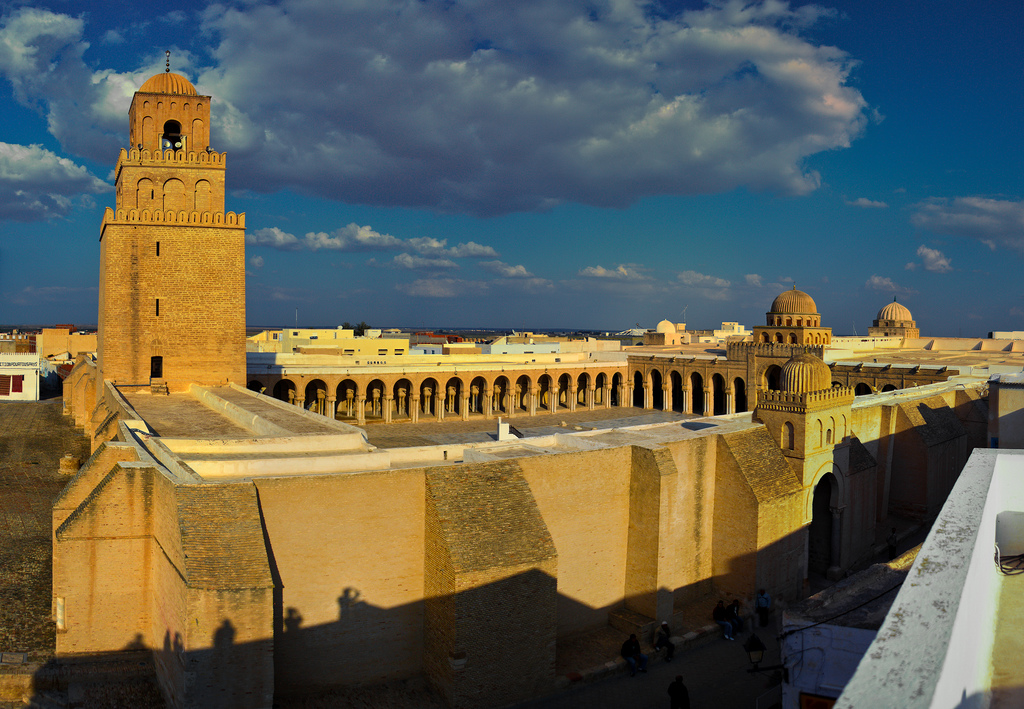
Мечеть Укба в Кайруані, побудована 670 року Омеядами.

До 711 року Північну Африку повністю завоювали араби, а до 10 століття більша частина її населення прийняла іслам. Під кінець 9 століття єдність, що виникла після арабського завоювання, підійшла до кінця. Йшла боротьба за право бути наспідником пророка. Спочатку владу в Халіфаті захопили Омеяди, встановивши свою столицю в Дамаску. Коли Аббасиди відібрали у них владу, вони перенесли центр свого правління в Багдад. Волелюбні бербери Північної Африки, яким не подобалося зовнішнє втручання у свої справи й винятковість арабів в ортодоксальному ісламі, прийняли іслам шиїтського й хариджитського напрямків, учення які Аббасиди сприймали вороже. На території Магрибу в 8-му й 9-му століттях виникло багато хариджитських державних утворень, що не підкорялися Багдаду. У 10 столітті із Сирії прийшли шиїти, що стверджували своє походження від доньки Магомета Фатіми, й утворили в Магрибі династію Фатімідів. До 950 року вони підкорили весь Магриб, а до 969 року завоювали Єгипет.
Намагаючись очистити іслам, Абдулла ібн Ясін заснував серед берберів племені санхаджа, що мешкали на території сучасної Мавританії, рух альморавідів. Бербери санхаджа, як і сонінке, поряд із ісламом сповідували язичництво. Абдулла ібн Ясін легко знайшов послідовників серед санхаджа лемтунів, яких на півдні пригнічували сонінке, а на півночі зената. До 1040-х лемтуни повністю прийняли альморавідську ідеологію. Лемтунські вожді Ях'я ібн Омар та Абу Бакр ібн Омар захопили владу на великій території, розділивши державу на дві частини, оскільки вона була надто великою для одного правителя. На півдні, воюючи з сонінке, правив Абу Бакр, в іншій — Юсуф ібн Ташфін, який захопив крім Північної Африки ще й частину Піренейського півострова. Абу Бакр помер 1087 року, і після його смерті сонінке повернули собі втрачені землі.

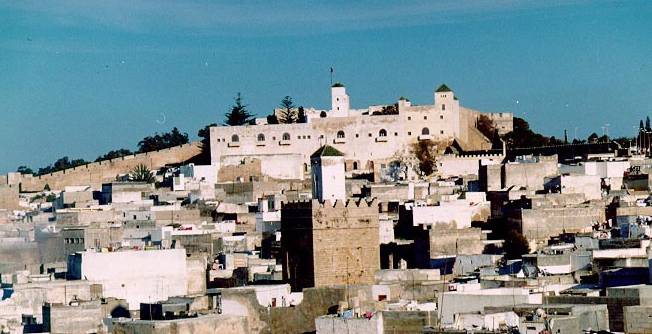
Альмохадський мінарет у Сафі

З 10 по 13 століття значна частина бедуїнів покинула Аравійський півострів. До 1050 року в Магриб іммігрувало близько чверті мільйона арабських кочовиків. Тих із них, що йшли вздовж північного узбережжя Африки, називали бану хілал, тих, хто пішов на південь від Атлаських гір, називали бану сулайм. Завдяки цьому рухові розширився ареал вжитку арабської мови, берберська мова стала занепадати, й почалася арабізація Північної Африки. Пізніше одна з арабізованих берберських груп, хавара, пройшла через Єгипет у Нубію. У 1140-х роках Абд аль-Мумін проголосив джихад Альморавідам, звинувативши їх у розбещеності й корупції. Об'єднавши північні берберські племена, він зумів здолати їх і заснував нову династію Альмохадів. На той час Магриб уже був повністю мусульманським і став одним із центрів ісламської культури з високим рівнем грамотності та наукових знань, зокрема математичних. До 13 століття держава Альмохадів розпалася на три. Християнські королівства Кастилія, Арагон і Португалія майже повністю витіснили мусульман з Піренейського півострова. 1415 року Португалія почала відвойовувати землі в Північній Африці, захопивши портове місто Сеута. Незабаром Іспанія та Португалія захопили ще декілька портів. 1492 року Іспанія захопила Гранаду, останню мусульманську державу на півострові, що остаточно поклало край 8 століттям мусульманського панування в Іберії.
Португалія й Іспанія заволоділи портами Танжир, Алжир, Триполі й Туніс, але їхні інтереси почали перетинатися з інтересами Османської імперії, і, турки відвоювали ці порти, використовуючи тактику піратських нападів. Зі своїх північно-африканських портів турецькі корсари здійснювали регулярні напади на християнські торгові судна. Формально в ті часи Північна Африка належала Оттоманській імперії, але насправді турецький контроль був слабким і поширювався тільки на прибережні міста. Продовжувалася транссахарська торгівля, турецькі паші з Триполі отримували з Борну рабів, продаючи коней, вогнепальну зброю і лати.
У 16 сторіччі арабські кочовики, що начебто вели свій родовід від доньки Магомета, завоювали й об'єднали Марокко, утворивши династію Сааді. Вони завадили Оттоманській імперії дійти до Атлантичного океану й вигнали португальців із західного узбережжя. Найвищого розквіту держава здобула при Ахмаді аль-Мансурі. 1591 року він вторгся в імперію Сонгаї і завоював її, захопивши контроль над торгівлею золотом, що йшла двома шляхами — до західного узбережжя й європейських мореплавців та в Туніс. У 17 сторіччі контроль Марокко над Сонгаї зменшився. Після смерті Ахмада 1603 року, його держава розпалася на дві з центрами у Фесі й Марракеші. Мулай ар-Рашид знову об'єднав країну, заснувавши династію Алауїтів. Надалі її зміцнив Ісмаїл ібн Шаріф, розбудовуючи військо за рахунок привезених із Судану рабів.

#### Єгипет

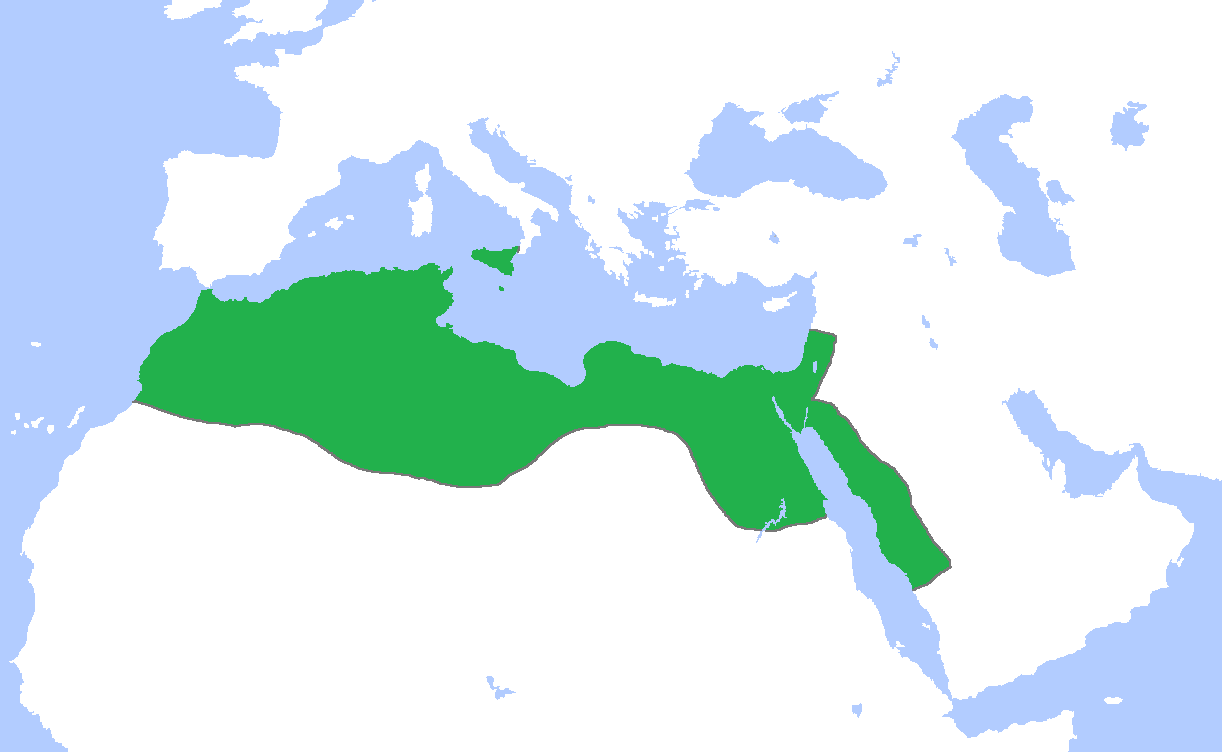
Фатімідський халіфат

642 року Єгипет був завойований арабами, і перебував у складі спочатку Омеядського, а потім Аббасидського халіфату до 969 року, коли його захопили Фатіміди. За правління Фатімідів Єгипет процвітав, дамби й канали ремонтувалися, зросли врожаї пшениці, ячменю, льону й бавовни. Єгипет став одним із основних виробників лляних та бавовняних тканин. Зросла його торгівля в Червоному й Середземному морях. В Каїрі карбували золоту монету, яку називали фатімідським динаром. Економіка опиралася на податки, що збиралися з селян фелахів. Збір податків був справою берберських вождів, що брали участь у завоюванні 969 року. Вони віддавали халіфу частину зібраного й залишали собі решту. З часом вони стали поміщиками й утворили землевласницьку аристократію.
Військо поповнювалося рабами тюркського походження, яких називали мамлюками, а також піхотою із Судану й вільними берберами. У 1150-х дохід від землі зменшився, військо збунтувало, почався безлад, занепала торгівля, і як наслідок зменшилася влада фатімідських халіфів.
У 1160-х виникла загроза Єгипту з боку хрестоносців. На боротьбу проти них арабів згуртував курдський полководець Салах ад-Дін. Завдавши поразки хрестоносцям на кордонах Єгипту, він 1187 року відвоював Єрусалим. Після смерті фатімідського халіфа 1171 року Салах ад-Дін став правителем Єгипту, заснувавши династію Аюбідів. За його правління Єгипет повернувся до ісламу сунітського напрямку. На військову службу приходило дедалі більше тюркських рабів із Туреччини. Військо підтримувала система ікта — збору податків із землі, яку воякам віддавали за військову службу. З часом мамлюки утворили прошарок дуже могутньої земельної аристократії. 1250 року вони скинули династію Аюбідів й встановили свою власну. Наймогутніших із мамлюків називали амірами. Мамлюки втримували владу в Єгипті впродовж 250 років. За цей час вони розширили підвладну територію на Палестину, побороли хрестоносців й зупинили монгольське нашестя в битві під Айн-Джалутом 1260 року. Мамлюцький Єгипет став захисником ісламу та його священних міст Медіни й Мекки.
Але з часом система ікти перестала постачати військові сили. Мамлюки стали вважати свої землі спадковими, й не бажали за них служити. Припинився ремонт каналів, зменшилася продуктивність землі. Військова технологія мамлюків відстала від поступу в інших державах, де дедалі більше значення відігравала вогнепальна зброя. Як наслідок 1517 року Оттоманська імперія легко завоювала Єгипет. Турки відновили систему збору податків, відновилася торгівля в Червоному морі, хоча торговим зв'язкам з Індійським океаном стояли на заваді португальці. Упродовж 17 й 18 сторіч мамлюки повернулися до влади. Найбагатших із них називали беями, фактична влада була в їхніх руках, тоді як турецькі паші мали лише формальну владу.
1798 року в Єгипет вторглися війська Наполеона, і місцевий опір французькій армії був слабким, однак спільними зусиллями Британія й Оттоманська імперія вигнали французів 1801 року. З цього часу почалася боротьба між англійцями й французами за контроль над Єгиптом, що тривала все 19 століття й частину 20 століття.

### Африканський ріг

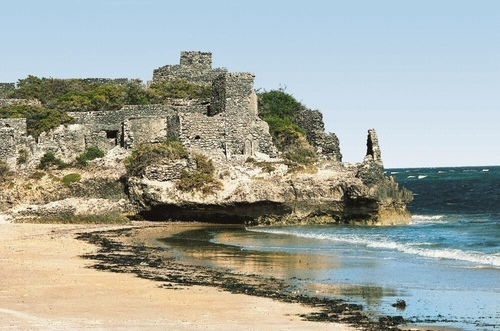
Цитадель Гондерше була важливим містом Аджурану.

#### Сомалі
Зародження ісламу на протилежному від Сомалі березі Червоного моря призвело до того, що сомалійські купці завдяки стосункам із арабами поступово перейняли нову релігію. В перші століття ісламу на континент із Аравійського півострова переселилося багато мусульман, і впродовж наступних століть міста-держави Сомалі, що складали частину «берберської» цивілізації, перетворилися в мусульманські Могадішу, Берберу, Зейлу, Бараву й Мерку. Місто Могадішу, яке стали називати Містом ісламу, контролювало торгівлю золотом у Східній Африці впродовж тривалих століть.
Султанати й республіки в портових Мерка, Барава, Гобіо, Могадішу процвітали, приймаючи кораблі з Аравії, Індії, Венеції, Персії, Єгипту, Португалії й навіть Китаю. Васко да Гама заходив у Могадішу в 15 ст. й записав, що це велике місто з чотири- й п'ятиповерховими будинками, великими палацами, численними мечетями з циліндричними мінаретами.
У XVI столітті Дуарте Барбоза писав, що до Могадішу припливало багато кораблів із Камбаю (Індія), привозячи тканини й прянощі й вивозячи золото, воск та слонову кістку. Барбоза звернув увагу на велику кількість м'яса, пшениці, вівса, коней та фруктів на прибережних базарах, що гарантували заможність місцевим купцям. Могадішу було центром ткацького ремесла й продавало свої тканини в Єгипет і Сирію, а також служило транзитним пунктом для купців суахілі з Момбаси й Малінді, що забезпечували торгівлю золотом із Кілвою. Активну участь у торгівлі брали єврейські купці з Ормузької протоки, привозячи індійські тканини й фрукти в обмін на зерно й вовну
З XV століття встановилися торгові стосунки з Малаккою. Торгували тканинами, амброю й порцеляною. Жираф та зебр вивозили аж у Катай. Купці Сомалі займали чільне місце в торгівлі між Африкою й Азією. Намагаючись обійти португальську блокаду й втручання Оману, купці з Індії використовували сомалійські порти Мерку й Бараву, які лежали за межами португальської юрисдикції.

#### Ефіопія
Династія Загве правила на значній частині сучасних Ефіопії й Еритреї приблизно з 1137 по 1270 рік. Її назва походить із мови агау, що належит до кушитських. Починаючи з 1270, впродовж багатьох століть Ефіопською імперією правила Соломонова династія.

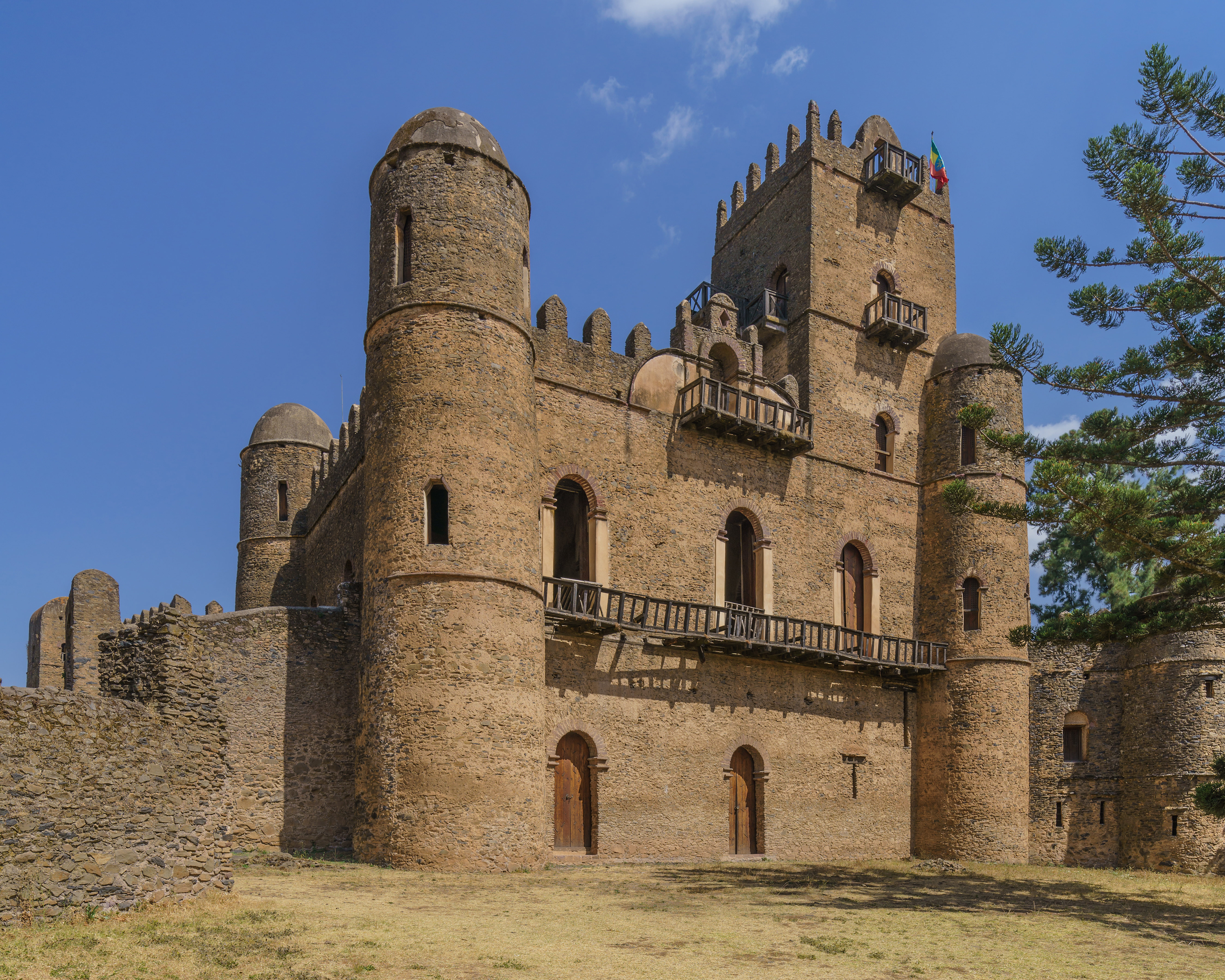
Замок царя Фасиліда.

На початку 15 століття Ефіопія, вперше з часів Аксуму, спробувала налагодити дипломатичні контаки з Європейськими королівствами. Зберігся лист від англійського короля Генріха IV до імператора Абіссинії. 1428 року імператор Єшак відправив двох посланців до короля Агарону Альфонсо V, який і собі відправив послів, та вони не змогли повернутися. Перші контакти на постійній основі почалися 1508 року при правлінні імператора Давіта II. Саме тоді на імперію напав Адальський султанат. Португальці допомогли ефіопському правителю зброєю й 400 вояками. Війна між Ефіопією та Адалом була однією з тих воєн чужими руками в регіоні, за допомогою яких Оттоманська імперія та Португалія боролися за контроль.
Коли імператор Сусеніос прийняв 1624 року католицизм, у країні почалися роки нескокою й бунтів, що призвели до смерті тисяч людей. Єзуїтські місіонери ображали віру ефіопців, і 25 червня 1632 року син Сусеніоса, Фасілід, знову проголосив Ефіопську Церкву державною і прогнав єзуїтів з країни разом із іншими європейцями.

### Східна Африка

#### Християнська й ісламська Нубія

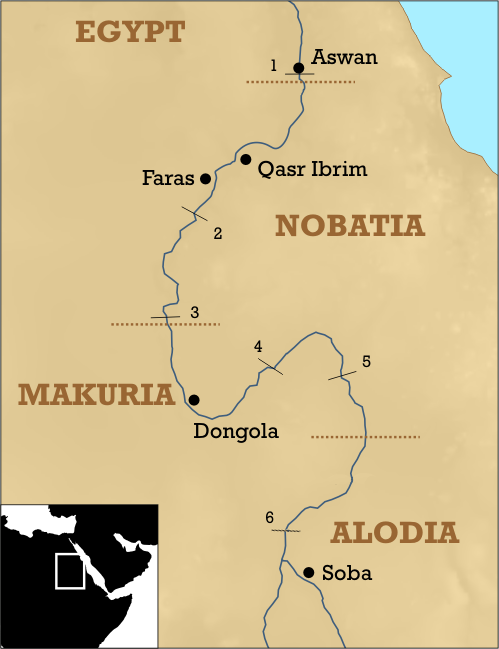
Християнська Нубія й пороги Нілу

Коли правитель Аксуму Езана захопив Мерое, народ Баллани пелеселився в Нубію із південного заходу й заснував три держави: Макурію, Нобатію й Алодію, що проіснували понад 200 років. Макурія лежала над третім порогом Нілу й мала столицю в Данголі, Номадія — північніше, й мала столицею Фарас, Алодія — південніше з центром у місті Соба. Згодом Макурія поглинула Нобадію. Приблизно між 500 та 600 роками народ цієї області прийняв монофізитство. Церква спочатку послуговувалася коптським письмом, потім грецькою й нарешті старонубійською мовою, що належить до групи ніло-сахарських мов. За своїми поглядами нубійське християнство було близьке до єгипетської коптської церкви.
Араби-мусульмани завоювали Єгипет до 641 року і відрізали християн Нубії та Аксуму від інших християнських держав. 651—652 року араби вторглися в християнську Нубію, але нубійські лучники дали їм відсіч. Було укладено угоду, за якою араби визнавали християнську Нубію. Угода також визначила правила торгівлі, що регулювали стосунки між Нубією й Єгиптом упродовж 600 років.
З 13 століття почався занепад християнської Нубії. Влада монархії зменшилася, поступившись церкві й знаті. У Нубію почали переселятися араби-бедуїни. Їхні факіри принесли в країну суфійський іслам. До 1366 року Нубія розділилася на дрібні володіння і згодом була окупована мамлюками. Упродовж 15 століття країна була відкритою для арабської міграції. Арабські кочовики принесли з собою свою культуру й мову. До 16 століття Макурія й Нобадія стали ісламськими. Під проводом Абдалли Джамма утворилася арабська конфедерація, що знищила столицю Алодії Собу, яка залишалася останнім оплотом християнства. Згодом Алодія опинилася в складі Сеннару.
Упродовж 15 століття на територію Алодії мігрували пастухи народу фундж. Вони утворили державу зі столицею в Сеннарі. До кінця 16 століття фунджі навернулися до ісламу і розширили свої володіння на захід до Курдуфана. Розселення на схід було зупинене Ефіопією. Економіка держави залежала від купців, що проходили через Сеннар та на бранців, з яких формувалося військо. При Баді IV (1724—1762) армія збунтувала, взяла владу в свої руки й звела роль царя до церемонної. 1821 року фунджів завоював єгипетський паша Мухаммед Алі.

#### Узбережжя суахілі

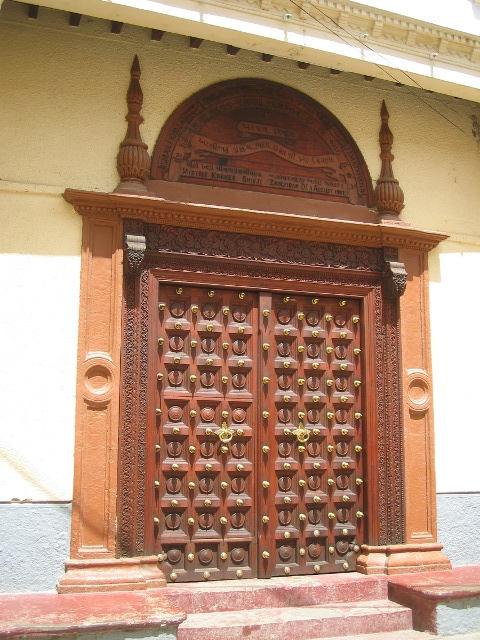
Традиційні двері в Занзібарі

Історично народ суахілі мешкав на території від північної Кенії до річки Рувуми в Мозамбіку. Арабські географи називали цю територію землею зинджів (чорних).
Сучасні історики, лінгвісти й археологи вважають, що народ, який розмовляє мовою суахілі, веде родовід від бантумовних племен, що в 7-8 століттях зазнали сильного впливу арабської культури через мусульманських купців. Середньовічні держави в цьому регіоні спиралися на торгові порти, що дозволяли підтримувати зв'язки з ісламським світом та Азією. До таких портів належали Момбаса, Занзібар та Кілва. Про них згадують китайський мореплавець Чжен Хе та мусульманські географи, зокрема Ібн Батута. Основними статтями торгівлі були слонова кістка, раби й золото.
Португальці прибули 1498 року. Намагаючись підпорядкувати узбережжя Суахілі економічно й християнізувати його, вони вчинили напад на Кілву 1505 року, а пізніше й на інші міста. Через супротив місцевого населення спроби португальців контролювати торгівлю не досягли успіху. До кінця 17 століття вплив Португалії пішов на спад, і з 1729 року з допомогю Оману португальців витіснили з регіону. Узбережжя суахілі стало частиною Оманського султанату. Торгівля відновилася, але в менших, ніж раніше, масштабах.

#### Уреве
Культура уреве виникла в районі озера Вікторія ще за африканської залізної доби. Назва культури походить від місця археологічних розкопок, які проводила в Кенії Мері Лікі. Найстаріші артефакти культури збереглися в області Кагера в Танзанії. Регіон культури уреве простягався до області Ківу в Демократичній Республіці Конго на заході й до провінції Ньянза та провінції Західна Кенії. На півночі він сягав Уганди, Руанди й Бурунді. Культура існувала з 5 століття до Христа до 6 століття.
Початок культурі уреве заклало розселення бантумовних народів із Камеруну. Її дослідження ведуться спільно з вивченням лінгвістики росзелення банту. Можливо, культура уреве відповідає східній підродині мов банту, тобто мовам, якими розмовляли нащадки першої хвилі переселенців у Східну Африку. Уреве видається повністю сформованою цивілізацією зі своєю унікальною стилістикою гончарних виробів й добре розвинутою технологією обробки заліза. Наскільки зараз відомо ні гончарство, ні обробка заліза не зазнали значних змін упродовж ледь не двох тисяч років за винятком незначних варіацій у кераміці.

#### Мадагаскар і Меріна
Мадагаскар у 6 столітті заселили люди, що розмовляли аустронезійськими мовами. Пізніше, у 6-7 століттях на острів переселилися бантумовні племена з континенту. Аустронезійці привезли з собою культуру вирощування бананів та рису, бантумовні — скотарство. Приблизно в 1000 році на півночі острова виникли поселення арабських та індійських купців. До 14 століття на Мадагаскар проник іслам. Упродовж африканського середньовіччя порти Мадагаскару допомагали підтимувати зв'зязок між містами-державами узбережжя Суахілі: Софалою, Кілвою, Момбасою й Занзібаром.
Починаючи з 15 століття, на острові виникало кілька державних утворень: Сакала (16 ст.) на західному узбережжі, Цітамбала (17 ст.) на східному березі й Меріна (15 ст.) в центральних гірських районах. До 19 століття Меріна контролювала весь острів.
Першими європейцями на Мадагаскарі були португальці, які з 1500 року здійснювали напади на торгові поселення. Пізніше прибули британці й французи. Впродовж 17 століття Мадагаскар був притулком для піратів. Радама I (1810—1828) запросив християнських місіонерів, але Ранавалона I Жорстока (1828–61) заборонила християнство, що призвело до загибелі 150 тис. людей. При Радамі II (1861—1863) Мадагаскар став орієнтуватися на Францію, і французи отримали значні концесії. 1895 року, в результаті Франко-сингалезької війни, французи окупували Мадагаскар і оголосили його протекторатом.

#### Держави Великих озер

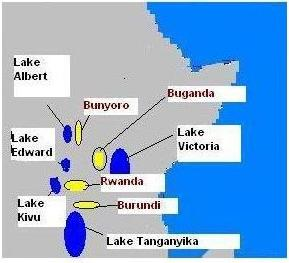
Держави Великих озер

##### Кітара й Уньйоро
На плато між Великими Африканськими озерами до 1000 року виникло багато державних утворень. Населення цього регіону випасало худобу, вирощувало зернові й банани, що заклало підвалини їхньої екороміки. Про першу державу, Уньйоро, свідчать земляні вали нтусі й біго. Усні перекази описують її як частину більшої держави Кітара, що охоплювала весь регіон. Еліту її складав народ Луо, що правив ньйоро. За культурою це була, як свідчать гончарні вироби, структура поселень та спеціалізація, держава ньйоро.
Біто, панівний клан Уньйоро, вважався спадкоємцем клану бачвезі, які правили Кітарою. Проте, про Кітару майже нічого не відомо, й дослідники сумніваються в існуванні такої держави. Більшість правителів регіону претендували на родовід від бачвезі.

##### Буганда
Буганда була заснована народом ганда або баганда приблизно в 14 столітті. Предки ганда поселилися в північній частині озера Вікторія ще в 10 столітті до Христа. Правитель Буганди носив титул «кабака», а вожді кланів — титул «батака». Поступово влада кабака збільшилася, й Буганда стала централізованою монархією. Територія держави зростала, але цьому розшинню стала на заваді Буньйоро. До 1870 Буганда стала заможною державою, в якій кабака правив через раду, що носила назву «лукіко». Держава мала флот зі ста суден, в кожному з яких сиділо 30 воїнів. Але на початку 20 століття Буганда стала провінцією британського Угандійського протекторату.

##### Руанда
На південний захід від Уньйоро, поблизу від озера Ківу, приблизно в 17 столітті виникла держава Руанда. У ній еліту складали скотарі племені тутсі. Їхній правитель носив титул муамі. Інше плем'я, хуту, були рільниками. Обидва племені розмовляли однією мовою, але стосунки між ними, особливо щодо шлюбів, визначалися суворими соціальними нормами. За переказами Руанду заснував муаві Руганзу II між, приблизно, 1600 та 1624 роками. Місто Кігалі було її столицею. Процес централізації зайняв 2 століття і завершився при муамі Кігелі IV (1840—1895). Останній вождь тутсі підкорився 1852 року, а останній вождь хуту — тільки 1920 року.

##### Бурунді
На південь від Руанди сформувалася держава Бурунді. Її заснував вождь тутсі Нтаре Рушасті між 1657 та 1705 роками. Як і в Руанді, економіка опиралася на скотарів тутсі та рільників хуту. При муамі Нтарі Ругамбі (1795–1852) Бурунді агресивно розширялася, більше за рахунок дипломатії, ніж сили.

### Західна Африка

#### Держави Сахелю

##### Гана

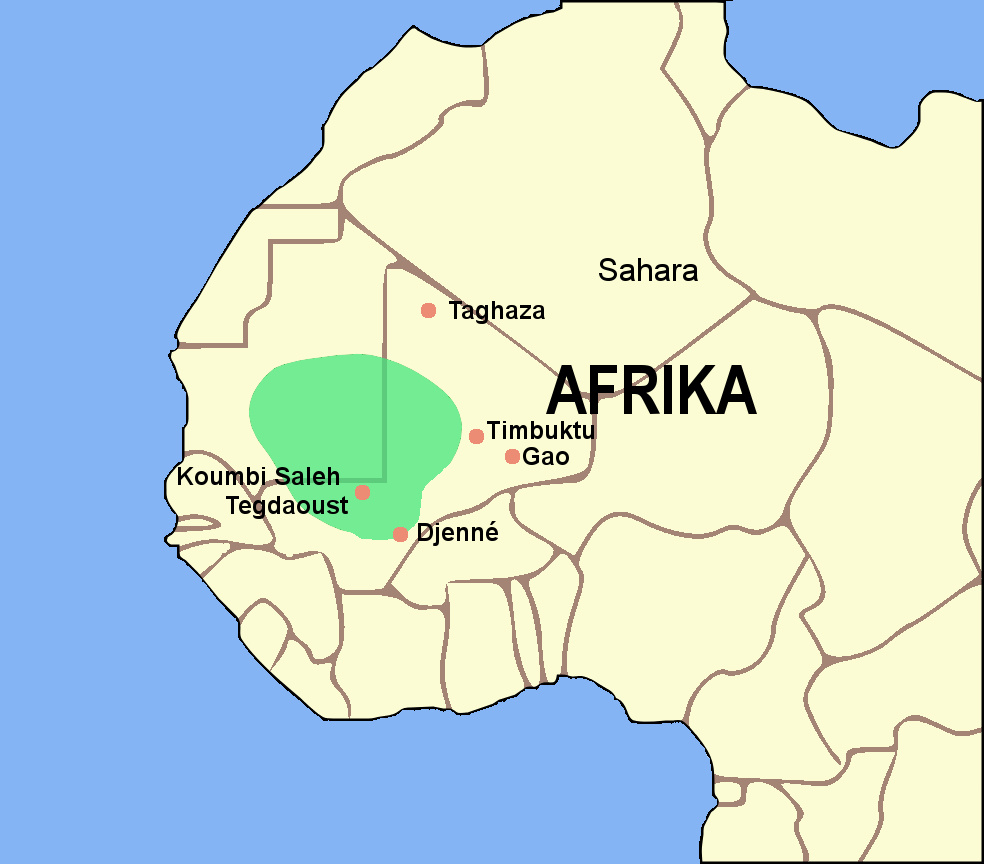
Гана за часів найбільшого розширення

Середньвічна деражава Гана можливо виникла ще в 4 столітті. Їх заснував народ сонінке. Уперше про неї згадує Аль-Фаразі наприкінці 8 століття. Населення Гани було частково міським і частково сільським. Адміністрацію складали міські жителі мусульмани, а верховний правитель, який носив титул «гана», притримувався традиційної релігії. Мусульмани, адміністратори, бербери й араби, жили в окремому місті, яке сполучалося з резиденцією гани вимощеною бруківкою дорогою. Сільське населення мешкало в селах, об'єднаних в більші утворення, що присягали на вірність гані. Гана вважався священним правителем. Приблизно 1050 року, після завоювання Аудагоста, гана прийняв іслам.
Заможність держави забезпечувало мито на транссахарську торгівлю. Гана контроювала доступ до золотих копалень області Бамбук. Мито збиралося як відсоток від ваги солі й золота, що провозилися через державу. Власного виробництва Гана не мала.
До 11 століття Гана почала занепадати. Однією з причин могла бути зміна шляхів торгівлі золотом на схід через річку Нігер й проходу Тагаза. Іншою причиною називають можливу політичну нестабільність через боротьбу між різними кланами. Держава припинила існування 1230 року, коли її столицю захопили такрури з північного Сенегалу.

##### Малі

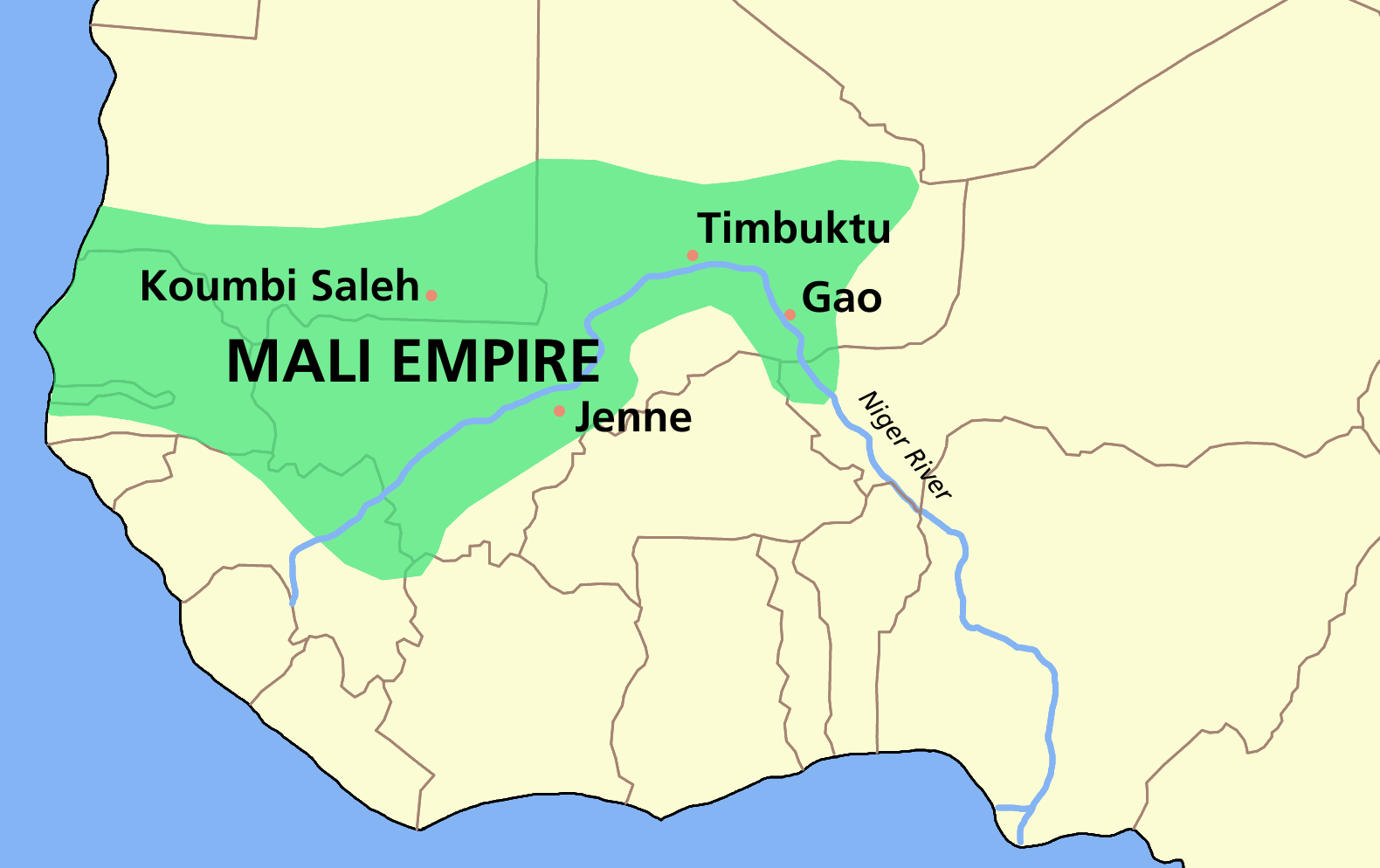
Держава Малі за часів найбільшого розширення

Держава Малі виникла в 13 столітті, коли приблизно 1235 року вождь народу манде Сундьята Кейта з клану Кейта переміг Сумаоро Канте, правителя народу сусу або південних сонінке, в битві при Кіріні. Сундьята продовжив завоювання з лісів долини Нігеру на схід до згину річки, на північ у Сахару й на захід до Атлантичного океану, поглинувши залишки Гани. Він взяв титул «манса» й встановив свою столицю в місті Ніані.
Хоча торгівля сіллю й золотом залишалася важливою, значне значення в Малі мали також скотарство й землеробство. Вирощували сорго, просо й рис. На межі з Сахарою випасали велику рогату худобу, овець, кіз та верблюдів. Суспільне життя манде групувалося навколо сіл і землі. Групу сіл називали «кафу», і нею правив «фарма», який підкорявся мансі. Військо, що складалося з кавалерії й піхоти, підтримувало порядок. При потребі із півдладних територій можна було зібрати значні військові сили.
Перехід до ісламу проходив поступово. Влада манси опиралася на традиційні вірування, тому Сундьята остерігався ісламу. Наступні манса були вірними мусульманами, але все ж вшановували традиційних богів і брали участь у ритуальних церемоніях й народних святах манде. Іслам став офіційною релігією двору при сині Сундьяти Улі I (1225–1270). Манса Улі здійснив паломництво до Мекки й добився визнання ісламського світу. Писарі й рахівники при дворі запрошувалися з мусульман. Детальні спогади про Малі залишив Ібн Батута.
Найвищого розквіту Малі досягла в 14 столітті при мансі Мусі I (1312—1337), який здійснив хадж з 500 рабами, кожен із якиз тримав в руках золотий злиток вартістю 500 міткалів. Цей хадж обезцінив золото в мамлюцькому Єгипті на ціле десятиліття. Муса вразив ісламський світ і Європу.
Манса Муса запросив до себе знаменитих учених і архітекторів, намагаючись інтегрувати свою державу в ісламський світ, що призвело до зростання грамотності. 1285 року трон захопив звільнений раб Сакура. Він витіснив туарегів із Тімбукту й встановив у місті центр освіти й комерції. Зросла торгівля книгами, а їхнє переписування стало шанованим і вигідним ремеслом.
Після правління манси Сулеймана (1341—1360) почався занепад. На південні кордони стали нападати вершники народу мосі, а на півночі туареги відібрали Тімбукту. Владу Малі на заході підірвало встановлення імамату Фута Торо народом фула. Він став спадкоємцем Такрура. Розпався союз народів серер і волоф. Упродовж 1545—1546 років Сонгаї захопив Ніяні. Після 1599 року Малі втратила область Бамбук із її золотими копальнями й розпалася на невеличкі об'єднання.

##### Сонгаї

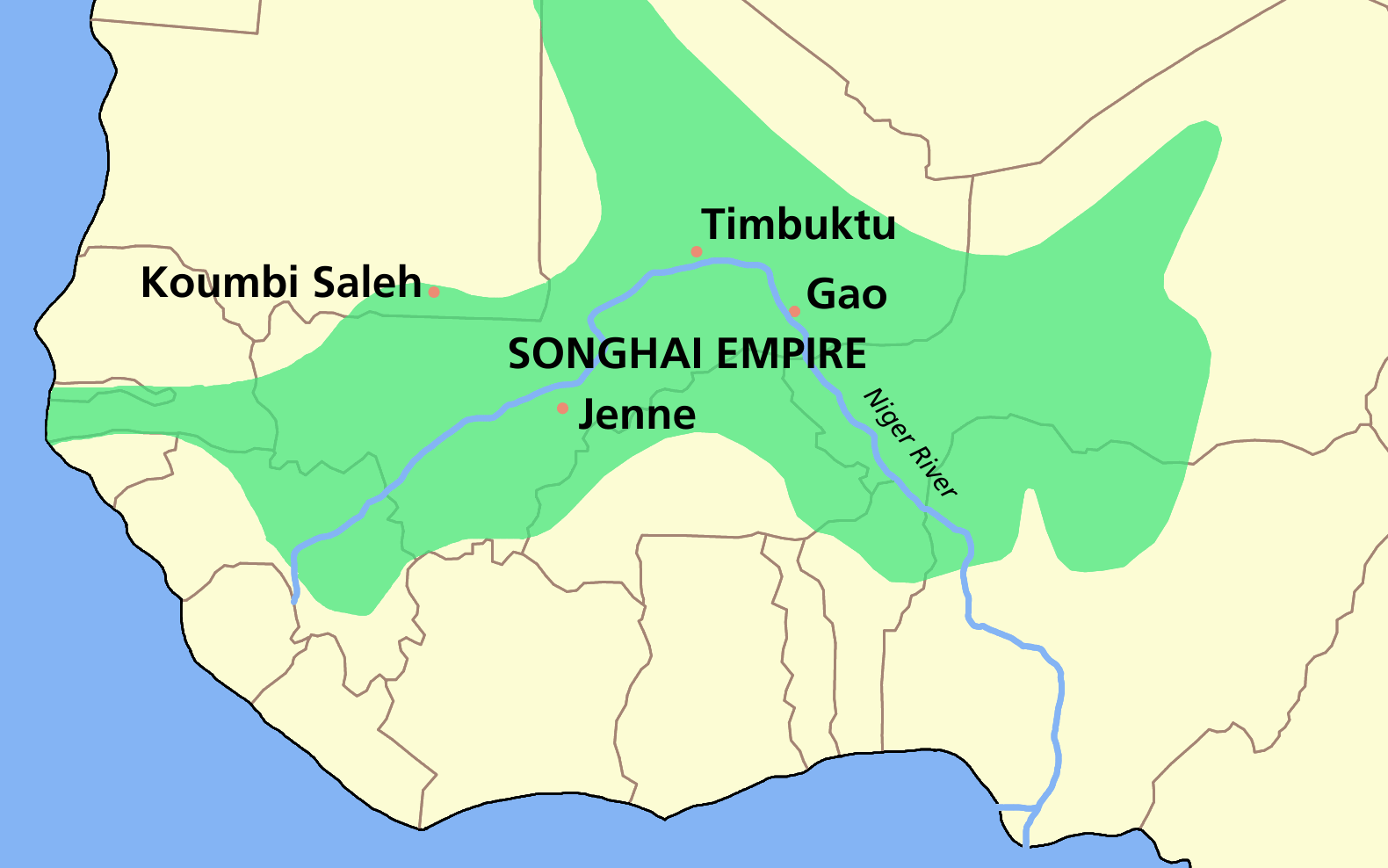
Територія Сонгаї на 1500 рік.

Народ сонгаї, що розмовляє мовою ніло-сахарської родини, є нащадком рибалок, що мешкали на річці Нігер. Імперія Сонгаї мала столиці в місті Кукія в 9 столітті й місті Гао у 12 столітті.
Вождь Сонні Алі почав свої завоювання 1468 року, захопивши у туарегів Тімбукту. Далі він розширив свої володіння на північ у пустелю, відтіснив народо мосі на південь, а в південно-західному напрямку до Дженне. Його військо складалося з кавалерії і човнів. Сонні Алі не був мусульманином, і мусульманські історики відгукувалися про нього погано, особливо після захоплення мусульманського Тімбукту. 1492 року він помер, а його сина скинув Мухаммад Туре, мусульманин і за походженням сонінке.
Мухаммад Туре (1493–1528) заснував династію Аскія, де «аскія» означає титул правителя. Він закріпив завоювання Сонні Алі й використав іслам для зміцнення влади, оголосивши народу масі джихад і відновивши транссахарську торгівлю. Аббасидський халіф Каїру визнав його й проголосив халіфом Судану. За його правління Тімбукту став центром ісламської науки. Туре відтіснив туарегів ще далі на північ, захопив Аїр на сході, заволодівши соляними родовищами Тегази. Торгова мережа сонгаїв охоплювала й держави народу хауса. За його правління адміністрування завойованих доручалось вірним слугам та їхнім родинам, поклавши на них відповідальність за місцеве ополчення. Централізація сприяла стабільності, навіть у часи династичної боротьби. Опис устрою держави при Аскія Мухаммаді зберігся завдяки Леву Африканцю. Мухаммада повалив 1528 року власний син. Після періоду боротьби за владу трон зайняв останній син Мухаммада Туре Аскія Дауд.
1591 року в Сонгаї вторглися війська Ахмада аль-Мансура з династії Саадитів, яка намагалась заволодіти золотими родовищами Сахелю. У битві при Тондібі марокканці розбили сонгаїв. Як наслідок, вони захопили Дженне, Гао та Тімбукту, але весь регіон їм не підкорився. Аскія Нугу перегрупував війська в Денді, де опір місцевого насення виснажував ресурси марокканців, яким доводилося покладатися на постачання з батьківщини. У 17 столітті держава Сонгаї розпалася на кілька державних утворень.
Марокканці зрозуміли, що окупація не приносить прибутків. Торгівля золотом пішла іншим шляхом до узбережжя, де його купували європейці. Шляхи через Сахару проходили тепер східніше, через Борну. Дороге обладнання доводилося везти через Сахару, що не оправдувало витрат. Марокканців, які одружилися з місцевими й осіли в регіоні стали називати «арма» або «рума». У Тімбукту вони стали військовою кастою і власниками земель, незалежними від Марокко. Посеред безладу почали утверджуватися інші групи населення, зокрема фула з Фута Торо, що прийшли з заходу. Бамбара, одна з держав на території колишнього Сонгаю, захопила Гао. 1737 року туареги перебили арма.

##### Канем-Борну (Канембу)

Територія держави Канем-Борну за найбільшого розширення.

Приблизно в 9 столітті в центральному Судані кочові племана народу канурі утворили державу Канем із столицею в Нджимі. Канем виріс за рахунок транссахарської торгівлі. Він обмінював рабів, захоплених на півдні, на коней Північної Африки, що допомагало захоплювати нових рабів. До кінця 11 століття владу захопила ісламська династія Сайфава, засновником якої був Хумай ібн-Саламна. Вона правила 771 рік, тобто була однією з найтриваліших в історії людства. Окрім торгівлі, економіка ґрунтувалася також на оподаткуванні земельних угідь навколо Канема. Найвищого розквіту Канем здобу при маї (титул правителя) Дунама Дібалемі ібн-Салма (1210—1248). За переказами Канем міг виставити 40 тисяч кіннотників. Територія держави простягалася від Феззана на півночі до Сао на півдні. Держава була ісламською, часто здійснювалося паломництво до Мекки. У Каїрі були заїзди, призначені спеціально для паломників із Канему.
Приблизно 1400 року династія Сайфава перемістила столицю в Нгазаргаму в області Борну неподалік від озера Чад. Причиною стала надмірна експлуатація пасовищ у Канемі, від чого вони висохли. Іншим фактором була боротьба з народом білала. З Борну легше було здійснювати транссахарську торгівлю. Встановилися зв'язки з народом хауса, що дало доступ до коней і солі, а також з народом акан, що дало доступ до золота. Маї Алі Газі ібн-Дунама (пр. 1475–1503) відновив контроль над Канемом, перемігши білала.
У 16 столітті династії Сайфава довелося придушувати часті повстання. Маї Ідріс Алума модернізував військо, запросивши турецьких інструкторів. Сайфава першими з правителів Субсахарської Африки, почали імпортувати вогнепальну зброю. Встановилися дружні стосунки з Оттоманською імперію через Триполі.
Про те, що відбувалося в Борну в 17 та 18 століттях, відомо мало. Без імпорту нової зброї військо застаріло, і почався занепад. Посухи й голод підірвали владу маї, почалися заворушення серед скотарів північних областей, зросла сила народу хауса. Останнього маї скинули 1841 року, на чому династія Сайфава припинила існування.

##### Халіфат Сокото
Фульбе були кочовим народом. З Мавретанії вони прийшли в Фута-Торо, Фута-Джаллон, а потім розселилися у всій Західній Африці. До 14 століття вони прийняли іслам, а 16 столітті утвердилися в Масіні, що на півдні сучасного Малі. У 1670-х вони проголосили джихад немусульманам. Упродовж воєн з невірними утворилося кілька держав у Фута-Торо, Фута-Джаллоні, Масіні, Уалії та Бунду. Найважливішими з них були халіфат Сокото й держава Фулані.
Усман дан Фодіо (1754—1817), правитель міста Гобір, звинуватив вождів народу хауса в сповідуванні нечистої версії ісламу й моральній зіпсутості. 1804 року він розпочав фуланську війну як джихад проти незадоволеного вождями й податками народу. Джихад охопив північну Нігерію, користуючись підтримкою фульбе і хауса. Усман створив велику державу зі столицею у місті Сокото, до якої входили північна Нігерія, Бенін та Камерун. Халіфат Сокото зберігався до британського завоювання північної Нігерії 1903 року.

#### Державні утворення зони тропічних лісів

##### Народ акан та Ашанті

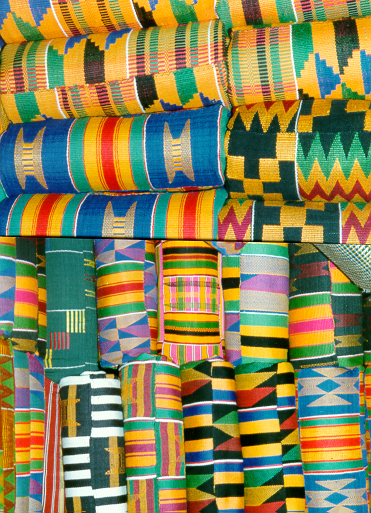
Ашантійські традиційні узори

Народ акан розмовляє мовою ква. Вважається, що її носії прийшли в Сахель зі Східної й Центральної Африки.
До 12 століття виникла держава Бономан. У 13 столітті, коли золоті копальні Малі почали виснажуватися, значення Бономану та інших територій народу акан як торгівців золотом, зросло. Бономан, а потім Денкийра, Ак'єм, Акваму були попередниками могутньої держави Ашанті. Питання про те, коли саме виникла Ашанті, дискутується. Відомо, що до 17 століття акани жили в державі, яку називали Квааман, центр якої лежав на північ від озера Босомтве. Економіка держави спиралася на торгівлю золотом та горіхами дерева кола, а також на підсічному землеробстві, основною культурою якого був ямс. Акани будували міста між річками Пра й Офін, згуртовані в союз, який платив данину Декийрі, що поряд з Адансі й Акваму належала до сильних держав регіону. У 16 столітті в суспільстві Ашанті відбулися значні зміни, зокрема ріст населення, завдяки вирощуванню культур, завезених з Нового світу: маніоку й кукурудзи, а також зростанню обсягу торгівлі золотом між узбережжям та північчю.
На початку 17 століття Осеї Кофі Туру I (пр. 1695–1717) з допомогою Окомфо Анок'є, об'єднав аканів у конфередацію Ашанті, символом якої став Золотий трон. Осеї Туту значно розширив володіння аканів. Його військо почалося з війська держави Акваму, але він реорганізував його, перетворивши ополчення в ефективну військову машину. 1701 року Ашанті завоювало Денкийру, що відкрило для держави доступ до прибережної торгівлі з європейцями, особливо голландцями. Ще далі розширив володіння Ашанті Опоку Варе I (1720—1745), приєднавши південні землі аканів. На півночі він захопив Течиман, Банду, Г'яаман та землі народу гонья. Між 1744 та 1745 Опоку здійснив напад на могутню північну державу Дагомба, отримавши доступ до важливих торгових шляхів середньої течії Нігеру. Після Опоку правив Кусі Ободом (1750—1764) і надбав нових земель. Осеї Квандо (1777—1803) провів адміністративну реформу, що покращила ефективність управління й ще більше сприяла завоюванням. Осеї Кваме Паньїн (1777—1803), Осеї Туту Кваме (1804—1807) та Осеї Бонсу (1807—1824) надалі зміцнювали державу й розширяли її володіння. Ашанті тоді займала усю територію сучасної Гани й значну частину сучасного Кот-д'Івуар.
Титул правителя в державі переходив через материнський рід. У столиці, Кумасі, для громадських почад запрошувалися фахівці з Аравії, Судану й Європи. Сполучення між містами підтримувалося мережею доріг, що вели ід узбережжя до середньої течії Нігеру.
Конфедерація Ашанті залишалася сильною упродовж більшої частини 19 століття. Але 1900 року британці зі своєю перевагою в озброєнні знищили її після чотирьої англо-ашантійських воєн.

#### Дагомея

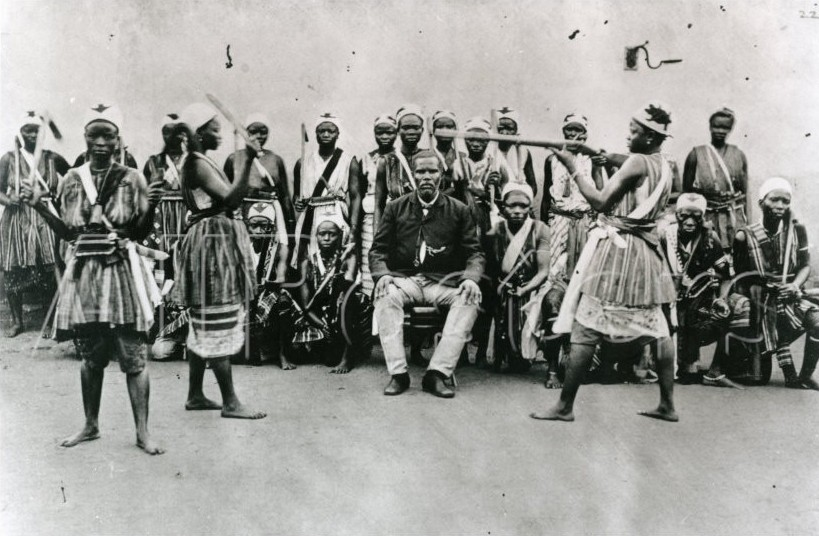
Дагомейські амазонки, жіночий військовий загін.

Держава Дагомея виникла на початку 17 століття, коли народ аджа держави Аллада переселився на північ і осів серед людей народу фон. Через кілька років вони почали насаджувати свою владу, встановивши столицю у місті Агбоме. За Уегбаджі (пр. 1645–1685) Дагомея стала могутньою централізованою державою. Уегбаджа оголосив землю власністю правителя й наклав податки. Передача влади в державі здійснювалася за правом першородства, що зменшило вплив вождів окремих селищ. Встановився культ родів. На честь предків правителя щороку приносили в жертву раба з бранців. У 1720-х Дагомея захопила Виду й Алладу, що спеціалізувалися на продажі рабів, і взяла торгівлю живим товаром під свій контроль. Агаджа (1708—1740) спробував покласти край работоргівлі, залишаючи рабів на місцевих плантаціях пальмової олії, але зиск від торгівлі з європейцями й залежність від європейської вогнепальної зброї переважили. 1730 року держава Ойо підпорядкувала собі Дагомею і змусила її платити данину. Податки на рабів здебільшого мушлями каурі. Франція завоювала Дагомею після другої франко-дагомейської війни 1892—1894 років і встановила колоніальний уряд. При цьому більшу частину французького війська складали місцеві африканці.

#### Йоруба

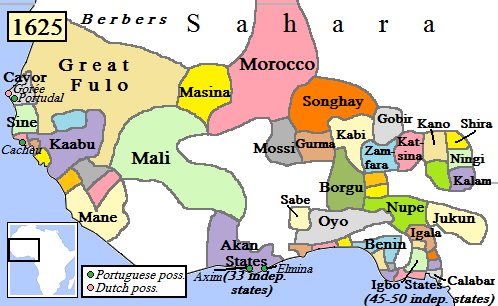
Ойо та навколишні країни на 1625.

Народ йоруба традиційно вважав себе мешканцями єдиної держави, тоді як зараз термін йоруба охоплює всіх, хто розмовляє мовами нігеро-конголезької мовної родини. Цим словом хауса називали мешканців держави Ойо. Першою державою йоруба була держава Іфе, яку за переказами заснував надприродний герой, перший оні Одудува. Сини Одудуви за переказами стали засновниками різних міст-дрежав, а його доньки стали матерями оба (титул правителя). До 18 століття міста-держави йоруба утворили конфедерацію, яку очолював оні столичного міста Іфе. З часмо окремі міста-держави набирали сили, а їхні оба духовного значення, що зменшувало вплив оні з Іфе. Міста-держави почали боротися між собою.
Ойо виросла в 16 столітті. 1550 року її завовала Нупе, яка мала в своєму розпорядженні кавалерію. Алафін (титул правителя) змушений був утекти в заслання. Алафін Оромпото (пр. 1560–1580) зібрав військо з добре озброєною кавалерією і став непереможним у північних лісостепових областях. До 16 століття Ойо розширила свої володіння за рахунок західних областей річки Нігер до гір Того, земель йоруба з Кету, Дагомеї та земель народу фон.
Державу очолювала рада адміністраторів, що відповідали за окремі райони. Ойо була посередником у торгівлі між північчю та півднем, сполучаючи східні межі лісів Гвінеї із західними областями Судану, Сахари та Північної Африки. Йоруба виготовляли тканини, залізні та гончарські вироби, отримуючи при обміні сіль, шкіру та коней, необхідних для війська. Ойо залишалося могутньою державою впродовж двохсот років. З 1888 року вона стала британським протекторатом, потім розпалася на частини, що воювали між собою. 1896 року держава зовсім припинила існування.

##### Бенін

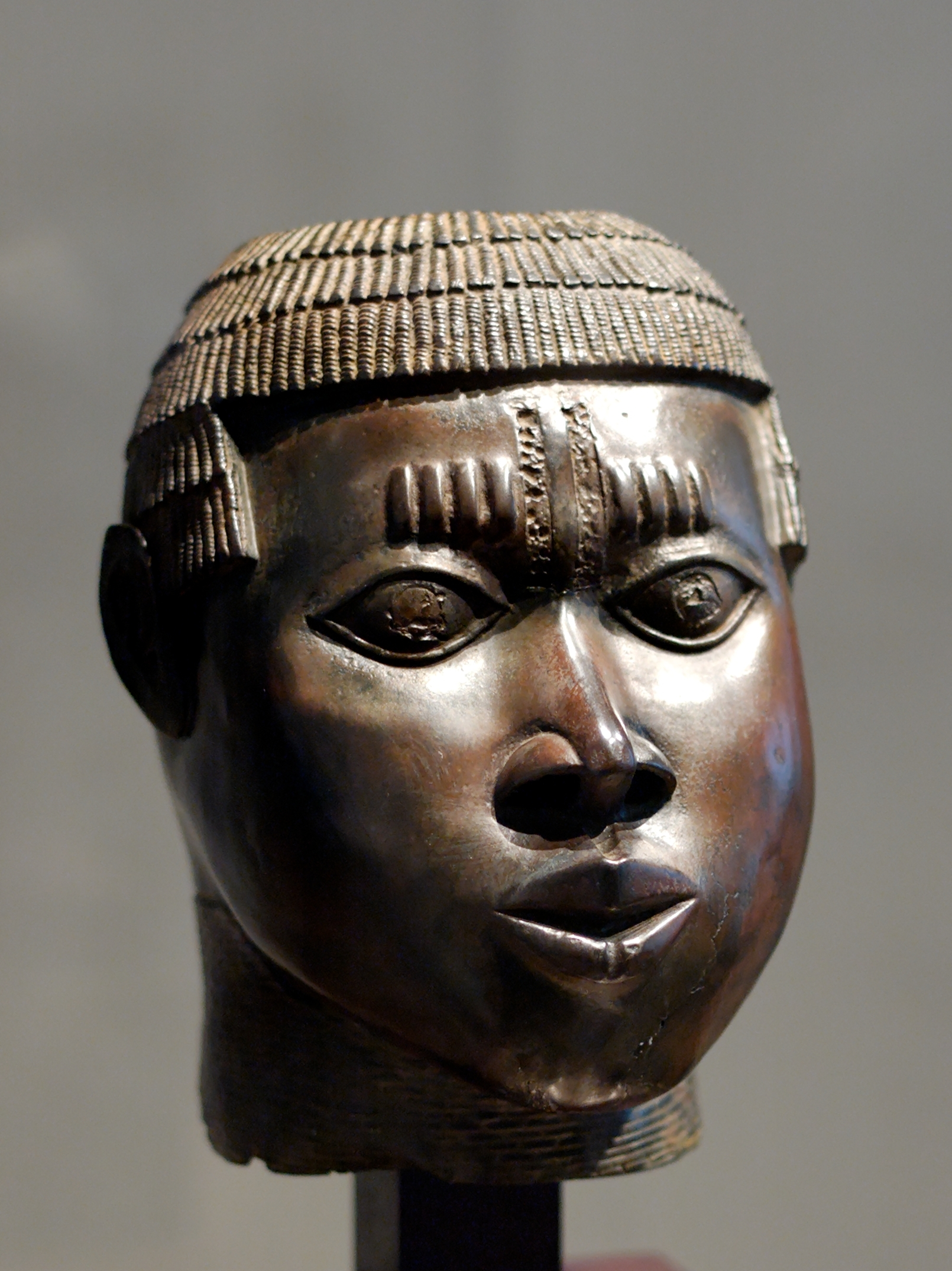
«Бронзова статуя з Беніну»

Бенін заселяв народ едо нігеро-конголезькох мовної родини. До середини 15 століття держава Бенін розширяла свої території і зміцнювала завоювання. Оба Евуаре (пр. 1450–1480) централізував владу й упродовж 30 років вів війни з сусідами. До його смерті територія Беніну сягала Дагомеї на заході, дельти Нігеру на сході, узбережжя Атлантичного океану й міст-держав йоруба на півночі.
Правителі (оба) спиралися на узаму, раду вождів наймогутніших родів та керівників міських цехів.
Онук Евуаре, оба Есігіє (1504—1550) відібрав владу в узами, передавши її призначеним адміністраторам, й збільшив обсяг контактів з європейцями, особливо португальцями, від яких отримував мідь для придворних скульпторів. Для суспільства Беніну властива була велика влада жінок, особливо матері майбутнього оба.
Бенін ніколи не був значним торгівцем рабами. Держава експортувала перець, слонову кістку, каучук та бавовняні тканини. Покупцями були португальці й голландці, які продавали товар іншим народам африканського узбережжя.
Після 1700 року державу стали роздирати династична боротьба й громадянські війни. Однак, при правлінні оба Еерсоєна та Акенгбуди центральна влада укріпилася. 1897 року місто Бенін захопили британці.

##### Дельта Нігеру та ігбо
У дельті Нігеру існували численні міста-держави з різними формами правління. Їх захищали густі річкові зарослі. У 17 столітті торгівля змінила регіон. Міста стали відігравати роль, аналогічну містам узбережжя Суахілі. Деякі з них, такі як Бонні, Калабарі, Варрі були монархіями. Іншими, як наприклад Брассом, управляли ради, а такими як Крос-Ривер та Старий Калабар правили товариства купців екпе. Екпе встановлювали правила торгівлі. Деякі з цих торгових домів були відомими в Європі й Америці.
Землі на схід від дельти Нігеру заселяв народ ігбо (окрім Аніоми, що лежала на захід від річки). У 9 столітті він мав свою державу Нрі, якою правив езе Нрі. Держава складалася з сіл, кожне з яких було автономним і назалежним на своїй території. Усі мешканці сіл, чоловіки й жінки, брали участь у прийнятті рішень. Поховання в Ігбо-Укву містять місцеві вироби з бронзи та скляне намисто з Єгипту чи Індії, що свідчить про торгівлю з іншими землями.

### Центральна Африка
Розселення банту досягло Великих Африканських озер приблизно 3 тисячі років тому. Ще через півтисячоліття бантумовні племена поселилися на території сучасної Анголи.

#### Луба

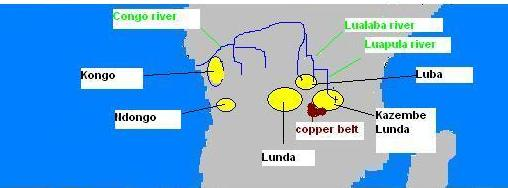
Центральноафриканські державні утворення

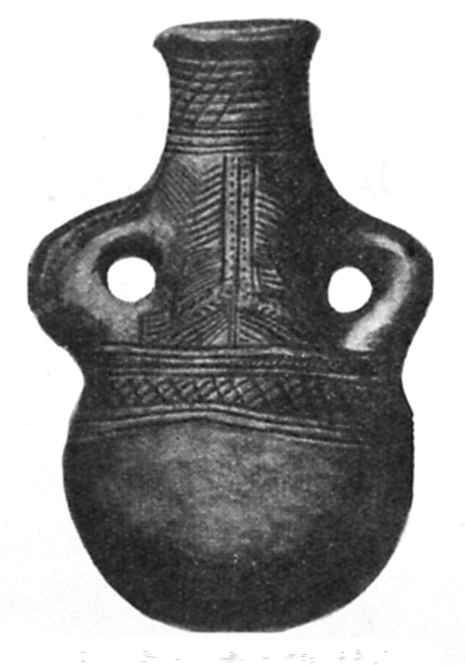
Гончарний виріб луба

У 14 столітті Конголо Мвамба з клану Балопве об'єднав племена луба, що заселяли землі поблизу від озера Кісале. Він заснував династію Конголо, яку пізніше змінила династія Калали Ілунги. Калала розширив володіння луба на захід від озера Касале. Склалася централізована політична системи з духовними вождями балопве на чолі, які спиралися на раду місцевих правителів і далі аж до вождів окремих поселень. Балопве міг спілкуватися з духами предків і обирався ними. Завойовані землі долучалися до ієрархії і були представлені при дворі. Влада балопве була духовною, а не військовою. Військо було відносно невеликим. Луба контролювали торгівлю в регіоні й збирали данину. Пізніше правителі численних державних утворень регіону претендували на родовід від луба. Політична система луба поширилася у всій Центральній Африці, на півдні Уганди, в Руанді, Бурунді, Малаві, Замбії, Зімбабве та західному Конго. Найбільшими державами, що претендували на родовід від луба були Лунда та Мараві. Народ бемба північної Замбії складався з нащадків пересенців луба, що прийшли в Замбію в 17 столітті.

#### Лунда

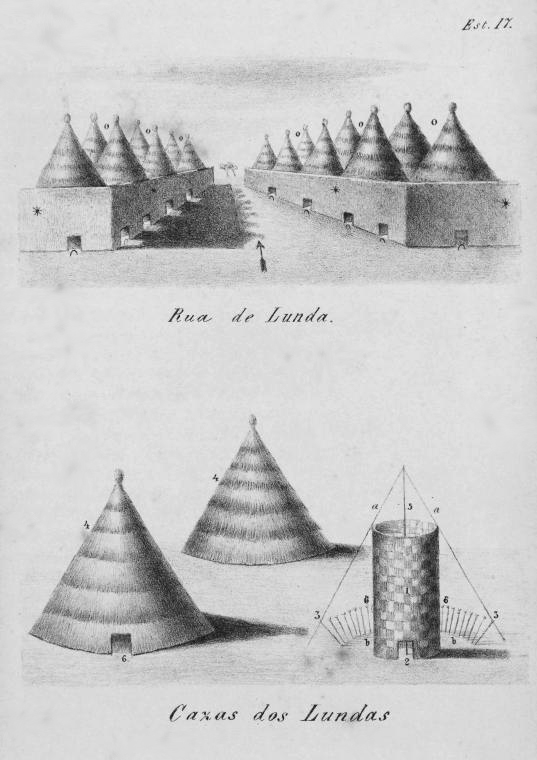
Поселення лунда

У 1450-х правитель луба Ілунга Цібінда одружився з Рвідж з народу лунда і об'єднав народи. Їхній син мулопве Лусенг розширив володіння держави. Його син Навідж ще збільшив володіння й став першим імператором лунда з титулом мвато ямво — Володар гадюк. Політична система луба залишилася без змін, і завойовані племена долучалися до неї. Правитель призначав радників та збирачів податків у завойованих землях.
На походження від Лунда претендували численні держави. Імбангала з внутрішньої Анголи вважав себе нащадком Кінгурі, брата Рвідж, який не зніс влади мулопве Цібунди. Слово кінгурі стало означати тутил правителя держав, заснованих братом Рвідж.
Народи луена й лозі в Замбії теж вважають себе нащадками Кінгурі. У 17 столітті вождь Лунди на ймення Мвата Казембе заснував у долині річки Луапула державу Східна Лунда. На заході від Лунди ведуть свій родовід народи яка та пенде. Лунда зв'язувала центр Африки з торговими центрами на західному узбережжі. У 19 столітті, після вторгнення чокве, озброєних рушницями, Лунда припинила існування.

#### Мараві (Малаві)

Мараві

Мараві за переказами веде родовід від Каронги, чиє ім'я стало означати титул правителя. Мараві зв'язувала центр Африки з торгівлею на східному узбережжі, з Кілвою. До 17 століття Мараві охоплювало територію між озером Малаві та гирлом річки Замбезі. Каронга Мзура значно розширив володіння держави. Уклавши угоду з португальцями, він зібрав військо з 4 тисяч воїнів і напав на народ шона. Від португальців він отримав допомогу в боротьбі зі своїм конкурентом Лунді, вождем зімба. 1623 року він змінив орієнтацію і воював уже з шона проти портуральців. Після смерті Мзури Мараві довго не протрималася. До початку 18 століття вона розпалася на окремі поселення.

#### Конго

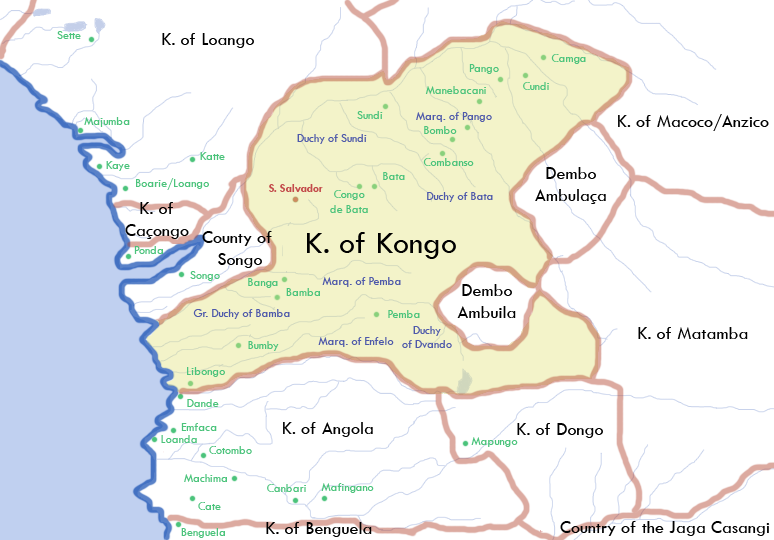
Конго на 1711

До 15 століття землероби народу баконго, що заселяв багаті землі області Пул-Малебо в нижній частині течії річки Конго, були об'єднані в державу з правителем, якого називали маніконго. Столицею держави було поселення Мбанза-Конго. Маючи кращу організацію, вони підкорили сусідів і брали з них данину. Народ баконго вмів обробляти метали, виготовляти гончарні вироби й тканини мафія. Система данини, яку збирали маніконго, сприяла міжрегіональній торгівлі. Пізніше в ці краї завдяки португальським портам Луанда та Бенгуела проникли кукурудза і маніок. Нові культури замінили просо і сприяли росту населення.
У 16 столітті маніконго правили землями від Атлинтики до річки Кванго. Кожна з земель мала свого провінційного правителя манімпембе, призначеного маніконго. 1560 року владу захопив християнином Афонсо I. Він вів загарбницькі війни, й при ньому зросла торгівля рабами. У 1568—1569 роках на землі Конго напад народ джага, змусивши маніконго втікати. За допомогою португальських найманців маніконго Афонсо I повернув собі владу 1574 року.
У другій половині 166-х португальці спробували підпорядкувати Конго. Маніконго Антоніо I (1661—1665) з 5-тисячним військом зазнав важкої поразки у битві при Мбвілі. Держава розпалася на окремі громади, які вели між собою війни з метою продажу в рабство бранців.
Рабів отримували також з Ндонго, яким правив нгола, правитель. Ндондо теж не відмовлялося продавати португальцям рабів. Пунктом відправлення в Бразилію був порт Сан-Томе. Однак, Ндондо ставився до португальців із підозрою як на ворога. Португальці спробували підкорити його, але зазнали поразки від народу мбунду. Через работоргівлю Ндонго втрачало людей. Встановилася ще одна держава Матамба, де правила Нзінга, яка довго чинила впертий опір португальцям. Португальці трималися узбережжя, звідки вели свої торгові оборудки, але в глибину континенту заходити не наважувалися, отримуючи рабів від місцевих правителів. А у внутрішніх землях йшли запеклі війни за рабів. У 17-18 століттях рейдами за рабами займалися імбангала, що утворили державу Касандже

### Південна Африка
Поселення бантумовних народів, що знали рільництво, скотарство і обробку заліза, на південь від річки Лімпопо відбулося в 4-5 століттях. Вони витіснили місцеві народи, що розмовляли хойсанськими мовами. Банту поволі рухалися на південь. Найстаріші свідчення обробки заліза в Наталі датуються приблизно 1050-ми. Найдалі на південь просунулися хоса, чия мова має риси, запозичені від хойсанів. Хоса добралися до Великої рибної річки в теперішній провінції Східний Кейп.

#### Велике Зімбабве та Мапунгубве

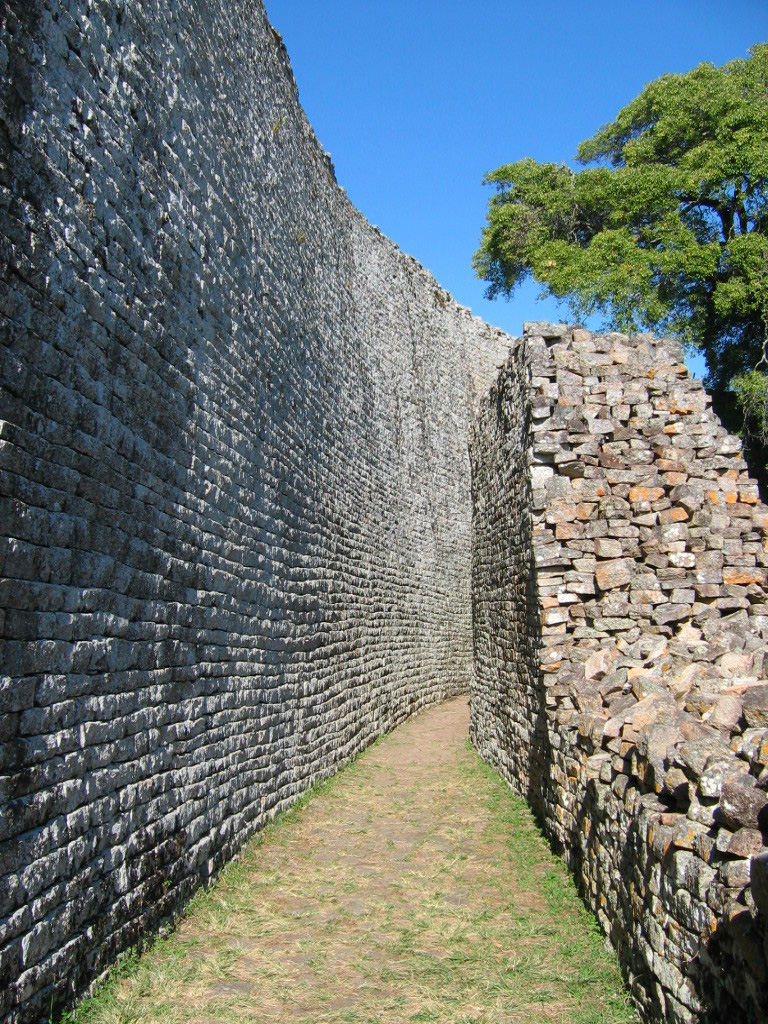
Велике Зімбабве

Першим державним утворенням в Південній Африці був Мапунгубве, що утворилося в 12 стотітті. Основою добробуту держави була торгівся слоновою кісткою з долини Лімпопо, міддю з гір Північного Трансваалю, золотом з Зімбабвійського плато із купцями з Узбережжя суахілі. Центром торгівлі було Чібуене. Але до 13 століття жителі покинули Мапунгубве.
Наступним державним утворенням було Велике Зімбабве на Зімбабвійському плато. Слово зімбабве означає кам'яний будинок. Велике Зімбабве було першим містом у Південній Африці й стало центром великої держави, що об'єднала численні поселення народу шона. Запозичивши вміння будувати кам'яні споруди від Мапунгубве, шона вдосконалили його, про що свідчать стіни Великого Зімбабве. Аналогічна технологія будівництва використовувалася й в менших поселеннях регіону. Велике Зімбабве процвітало за рахунок торгівля з Кілвою й Софалою з Узбережжя Суахілі. Кілва й Велике Зімбабве розвивалися паралельно. Велике Зімбабве постачало золото. Двір правителя жив у розкоші, носив одяг із індійських бавовняних тканин, прикрашав свої житла мідними й золотими орнаментами, їв з тарілок, привезених з Персії та Китаю. Приблизно в 1420-х почався занепад. Жителі покинули його до 1450 року. Поясненням такого занепаду може бути поява торгового міста Інгомбе Іледе.
Почався новий етап історії шона. Новим завойовником став Мутота, правитель північних шона з Каранги. Разом із сином Мутопе Мутота підкорив собі Зімбабвійське плато й Мозамбік аж до східного узбережжя, що дало доступ до прибережної торгівлі. Свою країну шона називали мванамутапа, що означає «володар сплюндрованих земель». Північні шона не мали традиції кам'яної кладки й не будували з каменю. Після смерті Матопе 1480 року, держава розпалася на дві: Торву на півдні й Мутапу на півночі. Розкол стався через суперництво двох вождів: Чанги й Тогви. Чанга зміг підкорити собі південні області й утворив державу Бутуа зі столицею в Хамі.
У 16 столітті португальці встановили постійні торгові пункти на річці Замбезі, намагаючись узяти Мутапу під контроль. Частково їм це удалося. 1628 року їм вдалося посадити маріонеткового мванамутапу на ймення Мавура, який підписував договори, що давали право португальцям експортувати мінеральну сировину. Португальці знищили систему правління й підірвали торгові зв'язки. До 1667 року Мутапа занепала. Вожді не дозволяли видобувати золото, оскільки боялися португальських нападів, і населення краю зменшилося.
Правитель Бутуа називався чангаміре, за іменем засновника держави Чанги. Пізніше назва змінилася на Розві. Спроби португальців утвердитися тут зазнали невдачі після поразки від чангаміре Домбо. 17 століття пройшло мирно й в добробуті. Розні розвалилося у 1830-х під натиском народу нгуні з Наталю.

#### Намібія
Див. також Історія Намібії

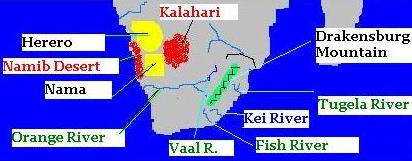
Території гереро та нама

До 1500 року більша частина півдня Африки мала свої державні утворення. У північно-західній Намібії народ овамбо займався землеробством, а гереро — скотарством. Зі зростанням поголів'я худоби гереро змістилися на південь на пасовища центральної частини Намібії. Споріднена з ними група мбандеру окупувала область Ганзі в північно-західній Ботсвані. Народ нама, мова якого належала до хойсанських, пересилився зі своїми вівцями на північ, де зустрів гереро. Між двома групами почалися конфлікти. Розширення території проживання лозі витіснила мукушу, субіїв та єй у Ботей, Окаванго та Чобе в північній Ботсвані.

#### Південна Африка й Ботсвана

##### Сото–Цвана

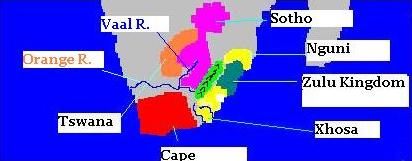
Народи півдня Африки

Становлення державних утворень народу сото-цвана у Високому Вельді на південь від річки Лімпопо почалося з 1000 року. Влада вождя трималася на поголів'ї худоби й на духовному зв'язку з предками. Свідченням цього є поселення на пагорбі Тутсвемогала з кам'яними фундаментами й стінами. На північний захід від річки Вааль перші державні утворення цвана гуртувалися навколо поселень із тисячами мешканців. Коли в такому поселенні виникали негаразди й починалася боротьба між групами, частина людей йшла на нове місце й утворювала нове поселення.

##### Нгуні
На південному сході від гір Дракенсбергу мешкали народи нгуні: зулуси, хоса, свазі та ндебеле. Тут теж почалося державотворення, при якому внутрішня ворожнеча й перенаселення змушували людей переселятися в нові області. Цей процес постійних воєн, державотворення й міграції, що проходив у 19 столітті, нгуні називали мфекане, а сото — дифакане. Важливим чинником у ньому було зміцнення держави зулусів. Зулуси вміли обробляти метали, вирощували просо й випасали худобу.

##### Койсани й африканери

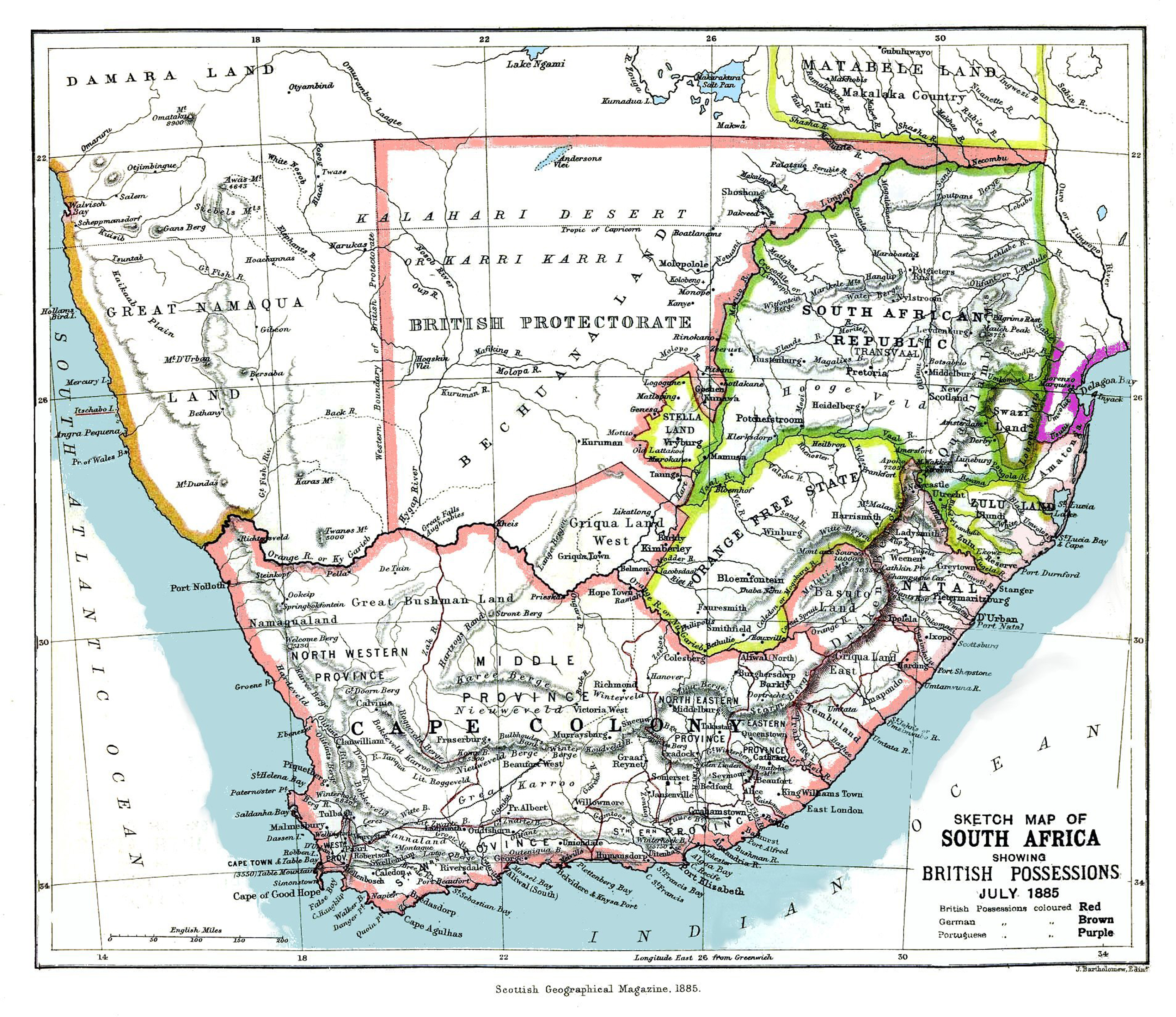
Політична мапа Південної Африки станом на 1885.

Племена, що розмовляли койсанськими мовами, населяли південно-західну частину Капської провінції, для якої характерні часті дощі. Початкові землі койсанів поглинули бантумовні племена, такі як сото й нгуні, але розселення банту зупинилося перед областями зимових дощів. Цокаючі звуки койсанських мов частково проникли в мови банту. Койсани торгували зі своїми бантумовними сусідами, постачаючи велику рогату худобу, овець та мисливське знаряддя, й отримуючи мідь, залізо й тютюн.
У 16 столітті Голландська Ост-Індійська компанія встановила в Столовій бухті пункт постачання, де кораблі брали воду, купували м'ясо в готтентотів. Готтентоти отримували від голландців мідь, залізо, тютюн та намисто. 1652 року голландське поселення в Столовій бухті стало постійним. Голландці стали вирощувати фрукти й овочі й заснували лікарню для хворих моряків. З метою збільшення виробництва, вони почали захочовувати на нові землі селян (бурів), замінюючи ними рабів із Західної Африки. Вони відібрали у готтентотів пасовища, що призвело до голландсько-готтентотської війни 1659 року. Війна не виявила переможця, але голландці проголосили своє «право на завоювання» і стали претендувати на всю територію мису. Використстовуючи тактику наштовхування племен готтентотів одне на інше, бури відібрали в них усі землі й всю худобу. Друга голландсько-готтентотська війна 1673—1677 років складалася з рейдів, метою яких було захоплення худоби. Готтентоти також гинули тисячами від європейських хвороб.
До 18 століття Капська провінція зросла. Сюди завозили рабів з Мадагаскару, Мозамбіку та Індонезії. Голландські поселення почали просуватися на північ, хоча готтентоти чинили впертий опір цьому розселенню, ведучи партизанську війну. Тих із бурів, хто займався кочовим скотарством, стали називати трекбурами. Вони часто використовували працю сиріт, убитих під час рейдів готтентотів.

## 19 століття

### Південна Африка
До середини 19 століття на територію сучасної Намібії проникли британські й німецькі місіонери та комерсанти. Гереро та нама, бажаючи отримати рушниці та набої, продавали їм худобу, слонову кістку й страусові пера. Німці утвердилися в регіоні міцніше і 1884 року оголосили прибережну область від Оранжевої річки до річки Кунене німецьким протекторатом. Вони проводили агресивну політику захоплення земель для білих поселень, використовуючи як засіб ворожнечу між нама та гереро.
Гереро вступили з німцями в союз, думаючи отримати верх над нама. Німці поставили гарнізон у столиці гереро й почали роздавати землі білим переселенцям, вклюно з найкращими пасовиськами центрального плато. Крім того вони встановили систему оподаткування й примусової праці. Гереро й мбандеру збунтувалися, але німці придушили повстання, а лідерів стратили.
Чума великої рогатої худоби між 1896 та 1897 роком зруйнувала основу економіки гереро та нама й сповільнення просування білих. Німці продовжували перетворювати Намібію в землю білих переселенців, захоплюючи землі й відбираючи худобу, й навіть пробуючи експортувати гереро на роботи в Південну Африку.
1904 року гереро збунтували. Німецький генерал Лотар фон Трота застосував проти них політику геноциду, що змусило гереро мігрувати на захід від пустелі Калахарі. До кінця 1905 року вижило тільки 16 тисяч гереро з 80-и. Опір нама було розчавлено 1907 року. Усі землі та всю худобу нама й гереро конфіскували. Через зменшення населення робочу силу почали завозити з овамбо.

### Нгуніланд
Між 1815 та 1840 роками на півдні Африки запанував безлад, який отримав назву мфекане. Процес розпочався у північній частині земель нгуні, Мтетві, Ндвандве та Свазіленді через нестачу ресурсів і голод. Коли помер Дінгусвайо, правитель Мтетви, верх взяв правитель зулусів Шака. Він встановив Зулуську державу, що підкорила собі ндвандве й витіснила свазі на північ. Міграція ндвандве та свазі призвела до збільшення області мфекане. У 1820-х Шака розширив межі своїх володіньдо підніжжя Дракенсбергу, йому платили данину навіть області на південь від річко Тугела й Умзімкулу. Він заміщав вождів підкорених поселень індунами, що підкорялися йому. Шака організував централізоване, дисципліноване й віддане військо, озброєне короткими списами, рівного якому в регіоні ще не було.
1828 року Шака загинув від руки свого звідного брата Дінгане, у якого не було таких військових та організаційних здібностей. 1938 року бурські трекери спробували окупувати землі зулусів. Спочатку вони зазнали поразки, але потім перегрупувалися на річці Кривавій й розгромили зулусів. Втім, трекери не насмілилися поселитися на зулуських землях. Дінгане убили 1840 року під час громадянської війни. Владу перебрав у свої руки Мпанде, якому вдалося зміцнити володіння зулусів на півночі. 1879 року в землі зулусів вторглися британці, що прагнули підпорядкувати собі весь південь Африки. Зулуси отримали перемогу в битві при Ізалдвані, але зазнали поразки в битві при Улунді.
Одним із найбільших державних утворень, що утворилися після мфекане було Лесото, засноване на плато Таба-Босіу Мошвешве I між 1821 та 1822 роками. Це була конфедерація селищ, що визнавали владу Мошвешве над собою. У 1830-х Лесото запросило до себе місіонерів, прагнучи отримувати вогнепальну зброю й коней з Капської провінції. Оранжева республіка поступово зменшувала володіння сото, але повністю не змогла їх перемогти. 1868 року Мошвешве, намагаючись зберегти рештки, запропонував британцям анексувати свої володіння, які стали британським протекторатом Басутолендом.

### Великий трек
На початок 19 століття більшість земель готтентотів опинилася під контролем бурів. Готтентоти втратили економічну й політичну незалежність і були поглинуті бурським суспільством. Бури розмовляли мовою африкаанс, що походить від нідерландської. Вони стали називати себе вже не бурами, а африканерами. Частина готтентотів використовувалася як командос у рейдах проти інших готтентотів та коса. Виникло змішане населення, яке називали капськими кольоровими. В колоніальному суспільстві їм відводилися нижчі щаблі.
У 1795 році Британія відібрала Капську провінцію у Нідерландів. Це призвело до того, що в 1830-х бури вирушили в глибину континенту на схід від Великої рибної річки. Цей процес отримав назву Великого треку. Трекери заснували республіки Трансвааль та Оранжеву на землях з невеликою густотою населення, що обезлюділи внаслідок мфекане. Бури не змогли підкорити бантумовні племена так, як вони підкорили койсанів, через більшу густоту населення та єдність місцевих племен. Крім того бантумовні племена стали отримувати зброю з Капської провінції через торгівлю. Як наслідок Кафрських воєн бурам довелося відійти з частини земель коса (кафрів). Підкорити бантумовні племена змогла лише могутня імперська сила. 1901 року бурські республіки зазнали поразки від британців у Другій англо-бурській війні. Попри поразку, прагнення бурів було частково задоволено — Південню Африкою правили білі. Британія віддала владу, законодавчу, виконавчу та адміністративну, в руки британців та африканерів.

### Європейська тогрівля, географічні експедиції та завоювання

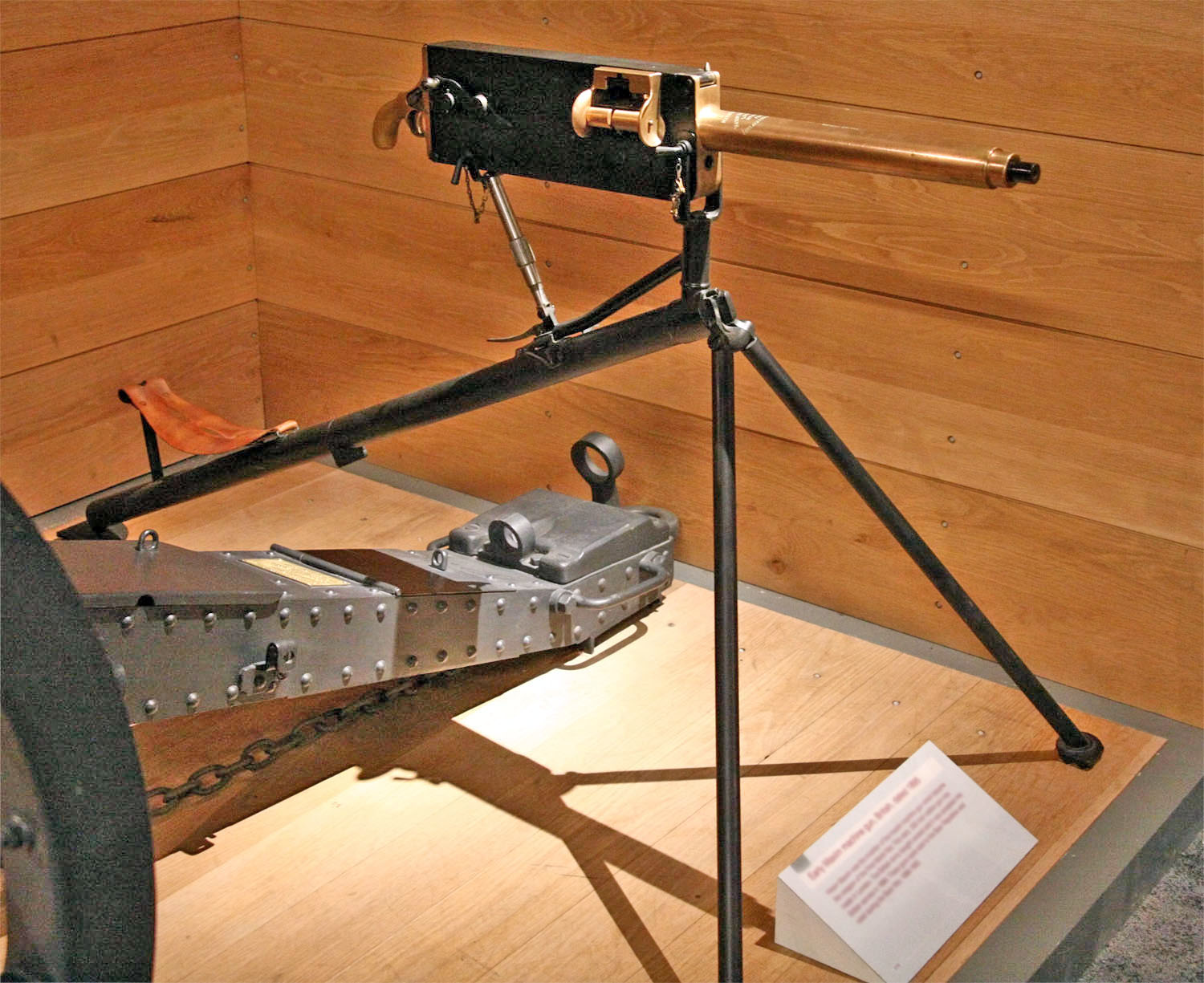
Кулемет Максим 1895 року на тринозі.

Між 1878 та 1898 роками Європейські держави розділили між собою й завоювали більшу частину Африки. Упродовж попередніх чотирьох століть європейська присутність обмежувалася прибережними торговими колоніями. Мало хто відважувався йти в глибину континенту, а ті, хто, як португальці, йшов, часто зазнав поразок і змушений був повертатися до узбережжя. Змінам сприяли кілька технологічних інновацій. Одна з них — винахід карабіна, який заряджався набагато швидше від рушниці. Широко стала застосовуватися артилерія. 1885 року Гайрам Стівенс Максим винайшов кулемет. Європейці відмовлялися продавати новітню зброю африканським вождям.
Значною перешкодою проникненню європейців на континент були хвороби на зразок жовтої гарячки, сонної хвороби, прокази й, особиливо, малярії. З 1854 року почалося широке використання хініну. Це та наступні медичні відкриття сприяли колонізації Африки і зробили її можливою.
Європейці мали чимало стимулів для завоювання Африки. Континент багатий на мінеральну сировину, потрібну європейським фабрикам. Початок 19 століття ознаменувався промисловою революцією, з якою потреба в сировині зростала. Важливим фактором було суперництво між державами. Завоювання колоній в Африці демонструвало супротивникам могутність та важливість країни. Усе це призвело до колоніального розподілу Африки.

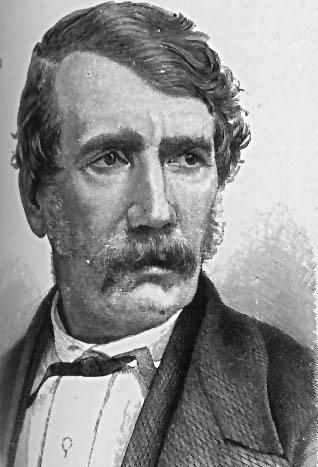
Девід Лівінгстон, дослідник Африки.

Зросло знання про Африку. В глибину континенту споряджалися численні експедиції. Мунго Парк перейшов через річку Нігер. Джеймс Брюс здійснив подорож Ефіопією й знайшов витік Блакитного Нілу. Річард Френсіс Бертон першим із європейців досяг озера Танганьїка. Семюел Вайт Бейкер дослідив верхів'я Нілу. Джон Геннінг Спік визначив, що Ніл витікає з озера Вікторія. Іншими значними дослідниками Африки були Генріх Барт, Генрі Мортон Стенлі, Антоніо Сілва Порту, Александр де Серпа Пінту, Рене Кайє, Жерар Рольф, Густав Нахтигаль, Георг Швайнфурт, Джозеф Томсон. Усіх перевершив славою Девід Лівінгстон, дослідивши південь Африки й перейшовши континент від Луанди на Атлантичному узбережжі до Келімана на березі Індійського океану. Європейські дослідники використовували африканських провідників та слуг і йшли давно встановленими торговими шляхами. Свій внесок у дослідження Африки зробили християнські місіонери.

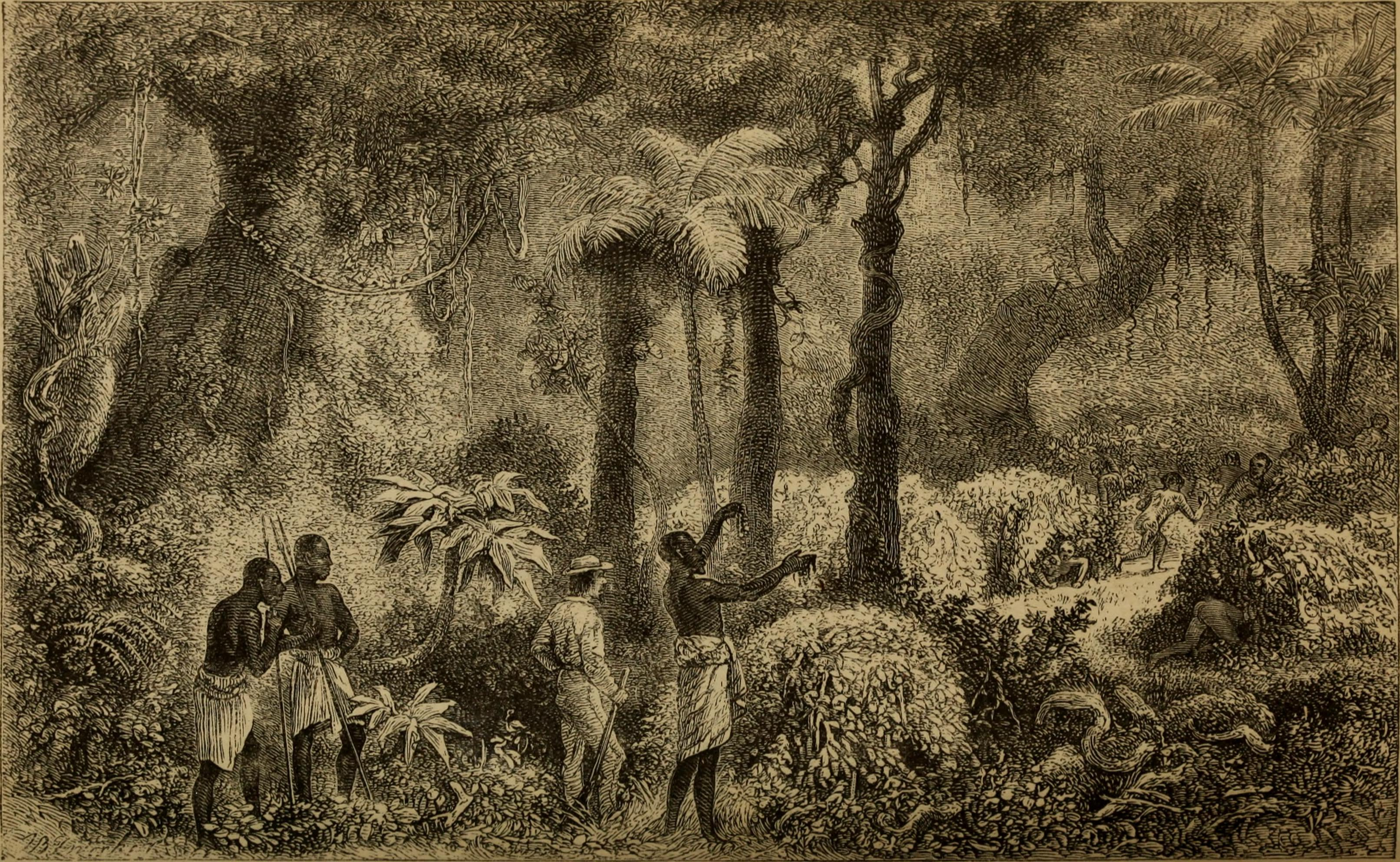
Американський дослідник Поль дю Шаю у 1863—1865 роках підтвердив існування раси пігмеїв у центральній Африці

Берлінська конференція 1884—1885 визначила правила розподілу Африки, за якими претензії держави на частину континенту визнавалися лише тоді, коли вона могла її окупувати. Низка договорів 1890—1891 років повністю визначила кордони. Усю Субсахарську Африку, крім Ефіопії та Ліберії, було розділено між європейськими наддержавами.
Європейці встановили в Африці різні форми правління в залежності від могутності та амбіцій. У деяких регіонах, наприклад в Британській Західній Африці, контроль був поверховим і ставив метою видобуток сировини, стратегічні переспективи й плани довготермінового розвитку. В інших областях заохочувалося переселення європейців і створення держав, де європейська меншість домінувала б. Тільки деякі колонії привабили достатньо переселенців. До британських колоній переселенців належали Британська Східна Африка (тепер Кенія), Північна та Південна Родезії, тепер Замбія та Зімбабве, і Південна Африка, яка вже мала значну кількість переселенців з Європи — бурів. Франція планувала заселити Алжир і включити його в державу на рівних правах з європейською частиною. Цим планам сприяла близькість Алжиру до Європи.
Здебільшого адміністрація колоній не мала людських та матеріальних ресурсів для повного контролю над територіями й змушена була покладатися на місцеві владні структури. Численні групи в захоплених країнах використовували цю європейську потребу для досягнення власних цілей. Одним із аспектів цієї боротьби було те, що Теренс Рейнджер назва «вигадуванням традицій». Щоб легітимізувати свої претензії на владу перед колоніальною адміністрацією та власним народом, місцева еліта фабрикувала церемонії та історію, що підтверджували б їхні намагання. Як наслідок, новий порядок призвів до безладу.
Коли Африка була розподілена, колоніальні режими зосередилися на ліквідації рабства й работоргівлі. До кінця колоніального періоду вони майже досягли мети, хоча рабство досі залишається фактором в Африці.

#### Список африканських колоній

Європейські претензії в Африці на 1914 рік:
Бельгія
Франція
Німеччина
Велика Британія
Італія
Португалія
Іспанія
Незалежні держави

### Бельгія
Вільна держава Конго та Бельгійське Конго (сьогодні включає Руанду (період 1916—1960), Бурунді (1916—1960) та Демократичну республіку Конго).

##### Франція
Алжир
Берег Слонової Кістки
Туніс
Французьке Марокко
Французька Західна Африка
Мавританія
Сенегал
Камерун
Французький Судан (тепер Малі)
Гвінея
Нігер
Французька Верхня Вольта (тепер Буркіна-Фасо)
Дагомея (тепер Бенін)
Французька Екваторіальна Африка
Габон
Середнє Конго (тепер Республіка Конго)
Убангі-Шарі (тепер Центральноафриканська республіка)
Чад
Французький Сомаліленд (тепер Джибуті)
Мадагаскар
Коморські острови

##### Німеччина

Німецька Африка, 1913

Німецький Камерун (тепер Камерун та частина Нігерії)
Німецька Східна Африка (тепер частково Танзанія, Руанда та Бурунді)
Німецька Південно-Західна Африка (тепер Намібія)
Німецький Тоголенд (тепер Того та східна частина Гани)

##### Італія
Італійська Північна Африка (тепер Лівія)
Еритрея
Італійський Сомаліленд (тепер частина Сомалі)

##### Португалія
Португальська Західна Африка (тепер Ангола)
Континентальна Ангола
Португальське Конго (тепер Кабінда)
Португальська Східна Африка (тепер Мозамбік)
Португальська Гвінея (тепер Гвінея-Бісау)
Острови Зеленого Мису
Сан-Томе і Принсіпі, до складу яких входили:
Острів Сан-Томе
Острів Принсіпі
Форт Сан-Хуан Баптіста до Ажуда (тепер Уїда, в Беніні)

##### Іспанія

Іспанська Африка

Іспанська Сахара (тепер Західна Сахара), до складу якої входили:
Ріо де Оро
Сагвія ель-Амбра
Іспанське Марокко
Смуга Тарфая
Іфні
Іспанська Гвінея (тепер Екваторіальна Гвінея), до складу якої входили:
Фернандо По
Ріо Муні
Аннобон

##### Сполучене Королівство
Єгипет
Англо-Єгипетський Судан (тепер Судан)
Британська Східна Африка
Кенія
Уганда
Занзібар
Британський Сомаліленд (тепер частина Сомалі)
Південна Родезія (тепер Зімбабве)
Північна Родезія (тепер Замбія)
Бечуаналенд (тепер Ботсвана)
Трансвааль (тепер частина Південно-Африканської республіки)
Капська колонія (тепер частина Південно-Африканської республіки)
Наталь (тепер частина Південно-Африканської республіки)
Оранжева Вільна Республіка (тепер частина Південно-Африканської республіки)
Південно-Африканська республіка)
Британська Південна Африка
Гамбія
Сьєрра-Леоне
Нігерія
Камерун (західні провінції)
Британський Золотий Берег (тепер Гана)
Ньясаленд (тепер Малаві)

##### Незалежні держави
Ліберія, заснована США в 1821. Оголосила незалежність у 1847.
Ефіопія
Судан, незалежний при правлінні Махді між 1885 та 1899 роками

## 20 століття
У 20 столітті в середовищі африканських інтелектуалів та політиків почали вкорінюватися місцевий патріотизм та націоналізм. Частково поштовх для цього дала Перша світова війна, в якій Європейські держави використовували військові підрозділи з Африки. Чимало африканців уперше збагнули свою силу щодо колонізаторів. Розвіявся міф про непереможність європейців. Однак у більшій частині Африки європейське правління продовжувало триматися міцно.
Після війни Франція, Бельгія та Британія захопили колишні німецькі колонії. Італія при правлінні Беніто Муссоліні 1935 року захопила останню незалежну країну в Африці, Ефіопію, й утримувала її до 1941.

### Деколонізація

Дати проголошення незалежності африканськими країнами.

Процес деколонізації розпочався з Лівії, яка проголосила незалежність 1951 року. На той час незалежними були тільки Ліберія, Південна Африка, Єгипет та Ефіопія. Упродовж 1950-х та 1960-х років звільнилася більша частина Французької Західної Африки. У 1960-х отримали незалежність також колонії інших європейських держав, хоча деякі країни, зокрема Португалія, не бажали віддавати свої африканські володіння, внаслідок чого війни за незалежність тривали десятками років. Останніми отримали незалежність Гвінея-Бісау (1974), Мозамбік (1975) та Ангола (1975) від Португалії, Джибуті (1977) від Франції, Зімбабве (1980) від Британії та Намібія (1990) від Південної Африки. Еритрея відділилася від Ефіопії 1993 року. 2011 року Південний Судан відділився від Судану.
Здобувши незалежність, африканці перейменували або повернули старі назви, багатьом містам, заснованим або перейменованим європейцями.

### Східна Африка
З 1952 по 1956 у Кенії тривало повстання мау-мау, яке британці придушили, хоча надзвичайний стан зберігався ще до 1960. Незалежність Кенія отримала 1963 року. Її першим президентом став Джомо Кеніата.
На початку 1990-х почалися сутички між гуту й тутсі в Руанді та Бурунді. Кульмінацією їх став геноцид у Руанді, внаслідок якого за оцінками загинуло 800 тисяч людей.

### Північна Африка
У Марокко національно-визвольний рух розпочався в 1930-х. Було утворено партію Істіклаль, яка поставила собі метою незалежність. 1953 року султан Мухаммед V підтримав цей курс і став правителем країни, коли 2 березня 1956 Марокко отримало незалежність від Франції.
1954 року в Алжирі утворився національний фронт визволення. Французи відповіли репресіями, але 1962 року згодилися сісти за стіл переговорів і надати Алжиру незалежність. Першим президентом було обрано Мухаммеда Ахмеда Бен Беллу. Етнічні французи покинули країну і переселилися на континент.
1934 року Хабіб Бургіба організував партію «Нео-детур» (нова конституція), що стала боротися за незалежність Тунісу. Країна отримала незалежність 1955 року. Бея було повалено, а Бургібу обрано новим президентом. Муаммар Каддафі прийшов до влади в Тунісі 1969 року внаслідок перевороту і протримався до 2011 року, коли загинув під час подій «арабської весни».
1954 року в Єгипті Гамаль Абдель Насер прийшов до влади, поваливши монархію. Єгипет брав участь у кількох війнах проти Ізраїлю. 1967 року він втратив Синайський півострів. Єгипет не зміг повернути свої території під час війни 1973 року. 1979 року Анвар Садат та Менахем Бегін підписали Кемп-Девідську угоду, за яким Ізраїль повернув півострів Єгипту, а Єгипет офіційно визнав Ізраїль. 1981 року Садат за це загинув від руки вбивці-ісламіста.

#### Південна Африка
1948 року в Південній Африці було прийнято закони, що встановлювали апартеїд. Продовжуючи політику експлуатації африканської більшості, апартеїд проголошував різні цілі для різних расових громад через низку законів та створення африканських хоумлендів. Внаслідок боротьби чорношкірої більшості за свої права та під міжнародним тиском, апартеїд було відмінено 1994 року. Нельсон Мандела, лідер Африканського Національного Конгресу, став першим чорношкірим президентом, обраним на вільних виборах.

#### Західна Африка
Після Другої світової війни в Західній Африці розпочався національно-визвольний рух, зокрема в Гані, де його очолив Кваме Нкрума. 1957 року Гана стала першою незалежною країною в Субсахарській Африці. Наступного року незалежність отримали французькі колонії, і до 1974 року вся територія Західної Африки стала незалежною. Нові країни часто були нестабільними, з корумпованими урядами. У Нігерії Сьєрра-Леоне, Ліберії та Кот-д'Івуарі спалахували громадянські війни, у Гані й Буркіна-Фасо відбувалися численні військові перевороти. Незважаючи на багаті природні ресурси, багато держав регіону не змогли розвинути свої економіки.